# Colonização alemã no Rio Grande do Sul

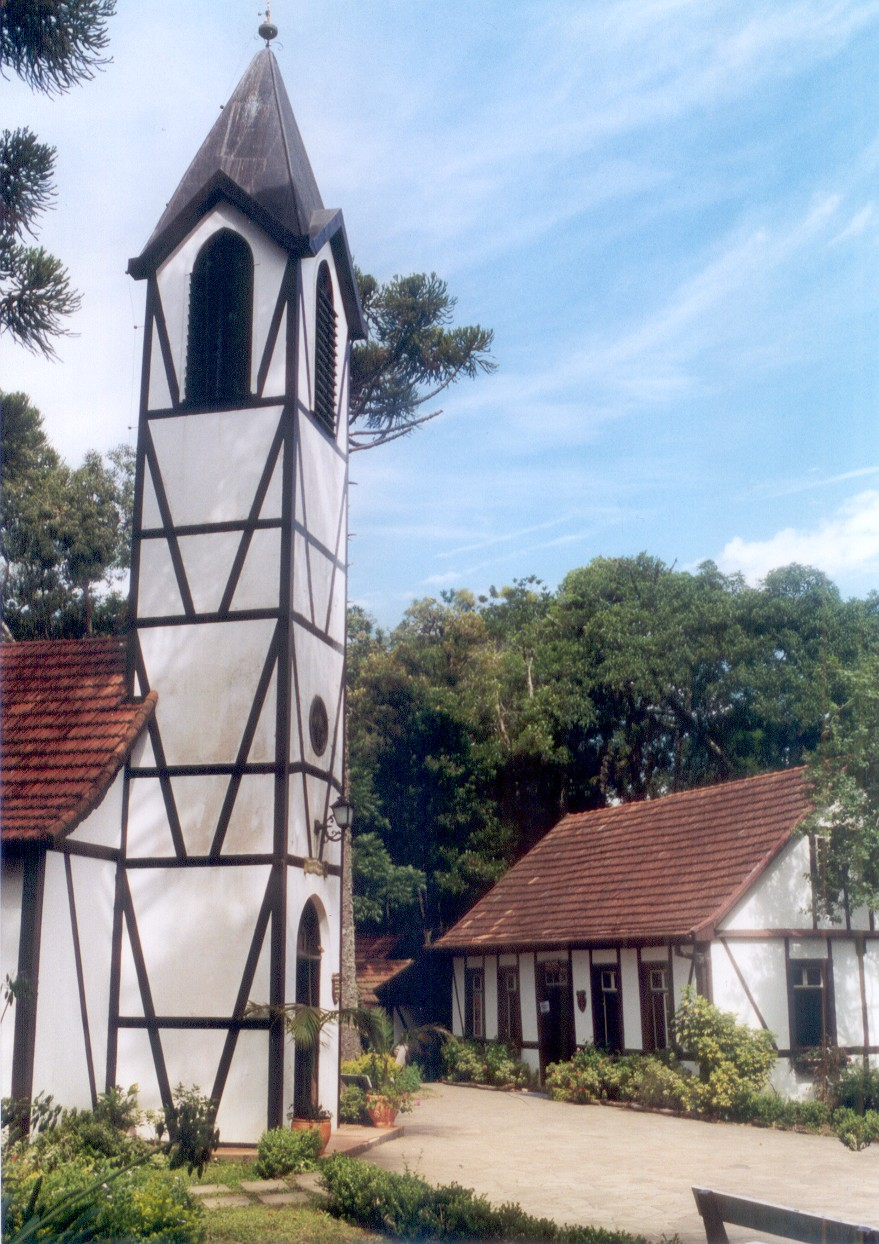
Edificações em enxaimel no Parque Aldeia do Imigrante em Nova Petrópolis, um tipo construtivo típico da arquitetura colonial alemã.

A colonização alemã no Rio Grande do Sul foi um projeto colonizador de larga escala e longa duração do governo brasileiro, motivado inicialmente pelo desejo de povoar o sul do Brasil, garantindo a posse do território, ameaçado pelos vizinhos castelhanos. Além disso, outro objetivo da busca de alemães era recrutar soldados mercenários para reforçar o exército brasileiro. Os imigrantes também seriam importantes para melhorar o abastecimento interno de gêneros de primeira necessidade, pois era planejado que eles se fixariam na terra como proprietários de minifúndios produtivos, e ainda ajudariam a branquear a população brasileira. Foi escolhida uma área de terras devolutas no vale do rio dos Sinos para o início do povoamento. Os primeiros colonos chegaram em 1824. Ao longo do século XIX, até meados do século XX chegariam dezenas de milhares de outros, seja através da iniciativa governamental, seja através de empresários privados.
Depois de um início tipicamente difícil, sendo instalados em região de mata fechada, muitas colônias prosperaram, embora diversas tenham permanecido estagnadas por muito tempo. Outras não se consolidaram e seus habitantes se dispersaram. Dentro das colônias rurais logo foram sendo formados núcleos de urbanização, reunindo as primeiras escolas, igrejas, edifícios administrativos, salões de festas e uma série de oficinas, comércios, pequenas indústrias e manufaturas. No início do século XX já havia se formado no estado uma grande comunidade germânica, com significativa expressão política, cultural, econômica e social, mas esse mesmo empoderamento foi causa de atritos com a população luso-brasileira. O período entre-guerras foi especialmente difícil para a preservação da identidade sociocultural dos descendentes de alemães, atravessando um período de repressão e perseguição resultante principalmente da campanha nacionalista de Getúlio Vargas. As associações de muitos alemães com o nazismo e o integralismo tornaram ainda mais complicado o diálogo com o governo e o restante da sociedade. Depois dessa crise, novos problemas surgiram com o progressivo declínio da agricultura familiar, êxodo rural e inchaço das cidades. 
Em 1974, quando se comemorou os 150 anos do início da colonização alemã no estado, os principais traumas da repressão varguista pareciam estar superados, surgindo em muitas cidades movimentos de afirmação cultural baseada na herança e na identidade do imigrante e explodindo a bibliografia crítica sobre o tema da imigração, derrubando antigos mitos que erigiam o imigrante como o protótipo de um herói e um super-homem e o alemão como uma raça superior, e trazendo luz para aspectos antes desconhecidos, obscuros ou contraditórios do processo de colonização. Muitas narrativas memorialistas e estudos genealógicos também apareceram desde então, e há um grande esforço de parte de organismos oficiais, comunidades e universidades em resgatar a herança que o tempo apagou. À parte as disputas e os discursos divergentes, é um consenso que os alemães deixaram uma marca notável na história do Rio Grande do Sul. São fundadores de numerosas cidades, algumas delas bastante populosas, que hoje são destacados polos regionais. Trouxeram muitas tradições, hábitos de vida, modos de pensamento, formas de convívio, que contribuíram para enriquecer o panorama sociocultural. Seus descendentes produziram políticos, artistas, cientistas e intelectuais de renome, e fundaram inúmeras associações, educandários, clubes sociais, esportivos e recreativos, empresas e jornais. Sua contribuição para o desenvolvimento econômico do estado desde o início foi expressiva e sua língua ainda é ouvida no cotidiano de muitas comunidades do interior. Sobrevive um rico acervo de arquitetura, arte e artesanato dos primeiros tempos, embora uma vasta quantidade tenha desaparecido pelo descaso ou sob as urgências do progresso.

## Histórico

### Contexto
No Brasil colonial foi construído um sistema produtivo baseado no latifúndio, onde se exploravam recursos naturais como a madeira, se desenvolviam monoculturas de exportação como a cana e o café, ou se criava gado de corte de forma extensiva. A força de trabalho era maciçamente escrava. Depois da instalação da corte portuguesa no Rio de Janeiro em 1808, a Casa Real e alguns políticos liberais começaram a desenvolver planos de colonização de vazios demográficos no sul com estrangeiros livres, que receberiam minifúndios destinados à produção agrária de gêneros básicos, a fim de abastecer o sempre precário mercado interno. Essa população também serviria para engrossar o exército em caso de conflito de fronteira com os vizinhos platinos, numa época em que ainda não haviam sido solucionadas as discórdias entre as potências ibéricas a respeito das relações e limites entre suas colônias americanas. Por fim, ajudariam a atender ao desejo das elites de branquear a população brasileira, na época maciçamente composta de negros e índios. Mais tarde os imigrantes supririam a escassez de mão-de-obra nas fazendas de café gerada pela abolição do tráfico negreiro.
Enquanto isso, a Europa entrava em uma grande crise. Com o advento da Revolução Industrial o sistema produtivo sofreu uma profunda transformação. Neste processo grandes massas de camponeses empobreceram e deixaram o campo, refugiando-se nas cidades e engrossando a massa operária proletarizada que atuava nas fábricas ou era remetida às minas e às ferrovias. Grande instabilidade política e social, guerras sucessivas e devastadoras, revoltas, epidemias e fome contribuíram para tornar o cenário insustentável. Assim, por uma série de fatores, iniciava uma vasta onda de emigração em que dezenas de milhões de fugitivos, procedentes de vários países, partiram em direção à América, onde esperavam prosperar. Segundo Zuleika Alvin, "para alguns países expulsores, como Itália e Espanha, por exemplo, as descrições dos locais onde os imigrantes moravam e da promiscuidade em que eram obrigados a viver em razão da miséria são bons exemplos da repercussão da crise econômica na bucólica paisagem do campo". A pesquisadora continua: "À medida que se implantava, tal processo foi liberando um excedente de mão-de-obra que a industrialização tardia de países como a Itália e Alemanha, por exemplo, não tinha condições de absorver. Isso, aliado a um crescimento demográfico nunca visto, como o ocorrido no século XIX, quando a população da Europa aumentou duas vezes e meia, ao avanço da tecnologia, que permitiu que tarefas antes executadas pelo homem pudessem passar a ser realizadas por máquinas, e às melhorias sem precedentes dos transportes, pôs à disposição do mercado uma horda de camponeses sem terra e desocupados". A crise se arrastaria por todo o século XIX, e nas primeiras décadas do século XX, em virtude de novas convulsões na Europa, muitos outros emigrantes também partiriam.

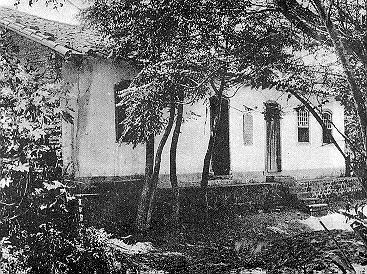
A Casa da Feitoria do Linho Cânhamo, transformada em Casa do Imigrante, uma sede secundária do Museu Histórico Visconde de São Leopoldo.

No Rio Grande havia áreas em que o latifúndio não se desenvolvera porque se localizavam em regiões impróprias à pecuária extensiva, na época a principal atividade econômica da província. A região do vale do Rio dos Sinos, em torno da antiga Real Feitoria do Linho Cânhamo, foi então escolhida para sediar a primeira empreitada colonizadora do governo no sul. O sul era uma região propícia por vários motivos. Devido à estrutura fundiária do país, de início os latifundiários não se interessavam ou não viam com bons olhos a ideia de introduzir mão de obra livre e um sistema de pequena propriedade, que poderia competir economicamente e abalar o poderio político e social da elite terratenente. Porém, no sul havia uma grande quantidade de terras devolutas ociosas, os chamados "vazios demográficos", que embora fossem de fato povoados por indígenas, eles não contavam para o governo. Em meados do século, outros fatores contribuíram para aumentar os atrativos do sul. Quando os alemães começaram a ser remetidos para as lavouras de café em São Paulo, se tornavam empregados mal pagos, encontravam frequentemente condições sub-humanas de trabalho e habitação e sofriam abusos. Relatos circularam na Europa, causando indignação e levando ao estabelecimento de restrições para a partida de alemães de algumas regiões. A perspectiva de obter terra e ser um proprietário permanecia aberta no sul. Por fim, havia um discurso cientificista em circulação na Corte, que considerava o Norte e Nordeste desaconselháveis para a instalação de europeus. Experiências realizadas na Bahia não foram muito animadoras.

### Primeira etapa
O governo brasileiro, convencido dos benefícios da imigração, enviou em 1822 à Europa o major Georg Anton von Schäffer para recrutar interessados em emigrar para o Brasil. O major viajou primeiramente a Hamburgo negociando para estabelecer contrato e enviar emigrantes para o Brasil primeiramente com o Grão-Ducado de Mecklemburgo-Schwerin e depois com Birkenfeld, pertencente ao Ducado de Oldenburgo. Para convencer os interessados, o governo brasileiro acenou com uma série de vantagens: Passagem à custa do governo; concessão gratuita de um lote de terra de 78 hectares; subsidio diário de um franco ou 160 réis a cada colono no primeiro ano e metade no segundo; certa quantidade de roupas, bois, vacas, cavalos, porcos e galinhas, na porção do número de pessoas de cada família; isenção de dez anos no pagamento de direitos; liberdade de culto, e concessão imediata da cidadania brasileira. Algumas promessas feriam a Constituição do Império, como a liberdade de culto e a cidadania imediata, e o auxílio em materiais e dinheiro nem sempre cumpriu o prometido. Há muitos relatos de colonos vivendo os primeiros anos na miséria.
Os primeiros imigrantes zarparam no veleiro Protector do porto de Hamburgo em março de 1824. Depois de passarem pelo Rio de Janeiro, onde eram recebidos e distribuídos pelo Monsenhor Miranda, em 18 de julho de 1824 chegaram a São Leopoldo. Foram então enviados para a desativada Real Feitoria do Linho Cânhamo, onde chegaram em 25 de julho de 1824. Eram 39 pessoas de nove famílias. Ainda em 1824, com colonos não adaptados em São Leopoldo, foi criada uma colônia no povoado de São João, um dos antigos Sete Povos das Missões, mas a iniciativa fracassou completamente e os remanescentes foram recolhidos para São Borja. Em 1826 foram criadas as colônias de Três Forquilhas e Dom Pedro de Alcântara, mas eram bastante isoladas e permaneceram estagnadas. Em 1827 algumas famílias se mudaram de São Leopoldo para Santa Maria. Entre 1824 e 1828, Schaeffer teria trazido cerca de 4.500 soldados e colonos ao Brasil. Suas regões de origem eram diversas: Hunsrück, Saxônia, Württemberg, Coburgo, Holstein, Hamburgo, Mecklemburgo, Hanôver, Palatinado, Pomerânia e Vestfália.

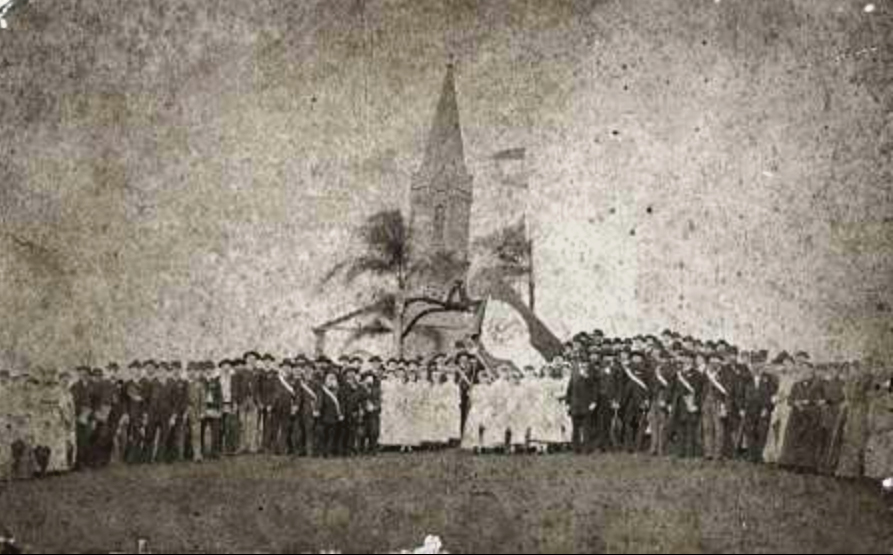
A Capela de Nossa Senhora da Piedade de Hamburgo Velho em 1889.

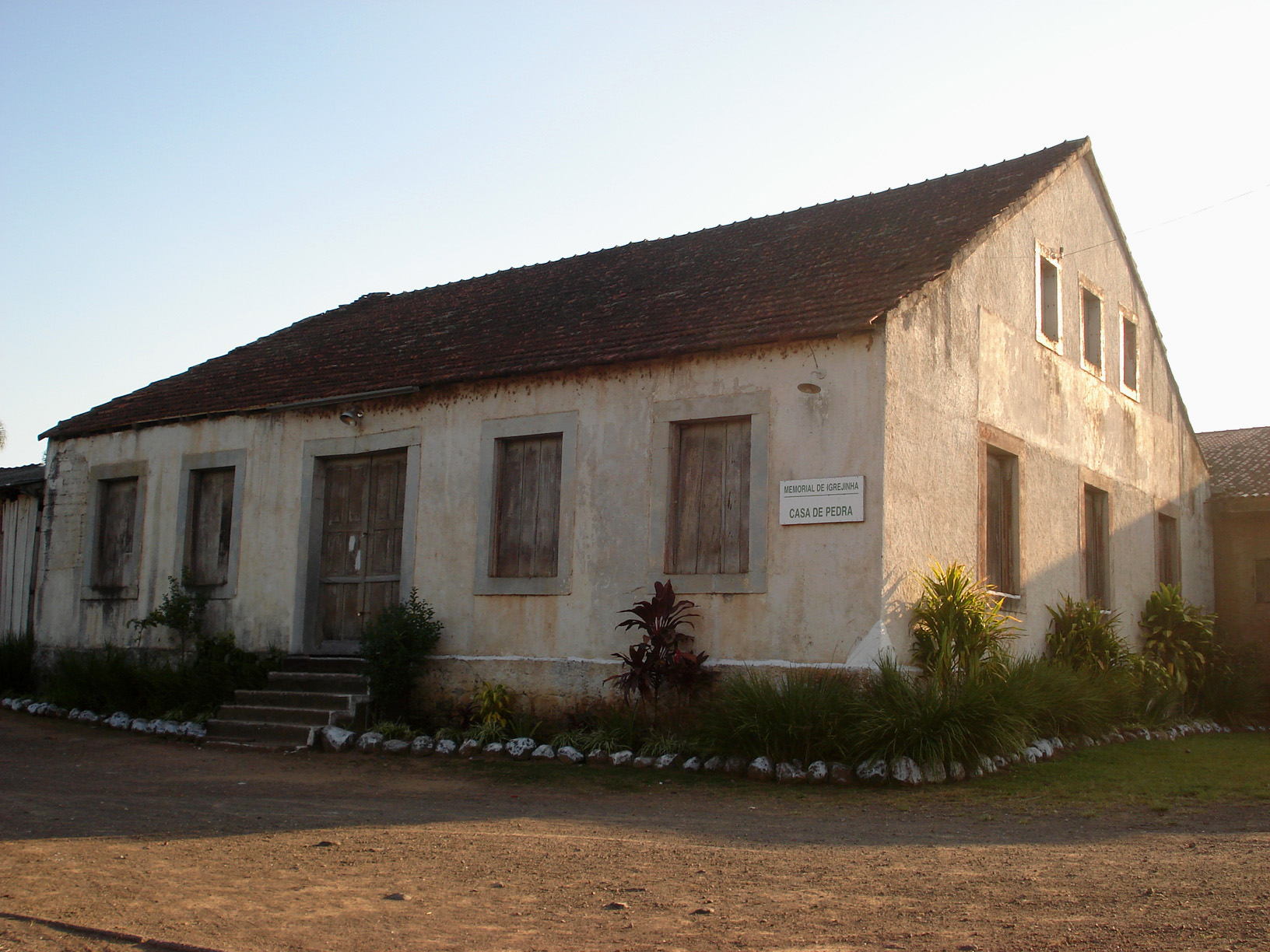
Casa da antiga Colônia Mundo Novo.

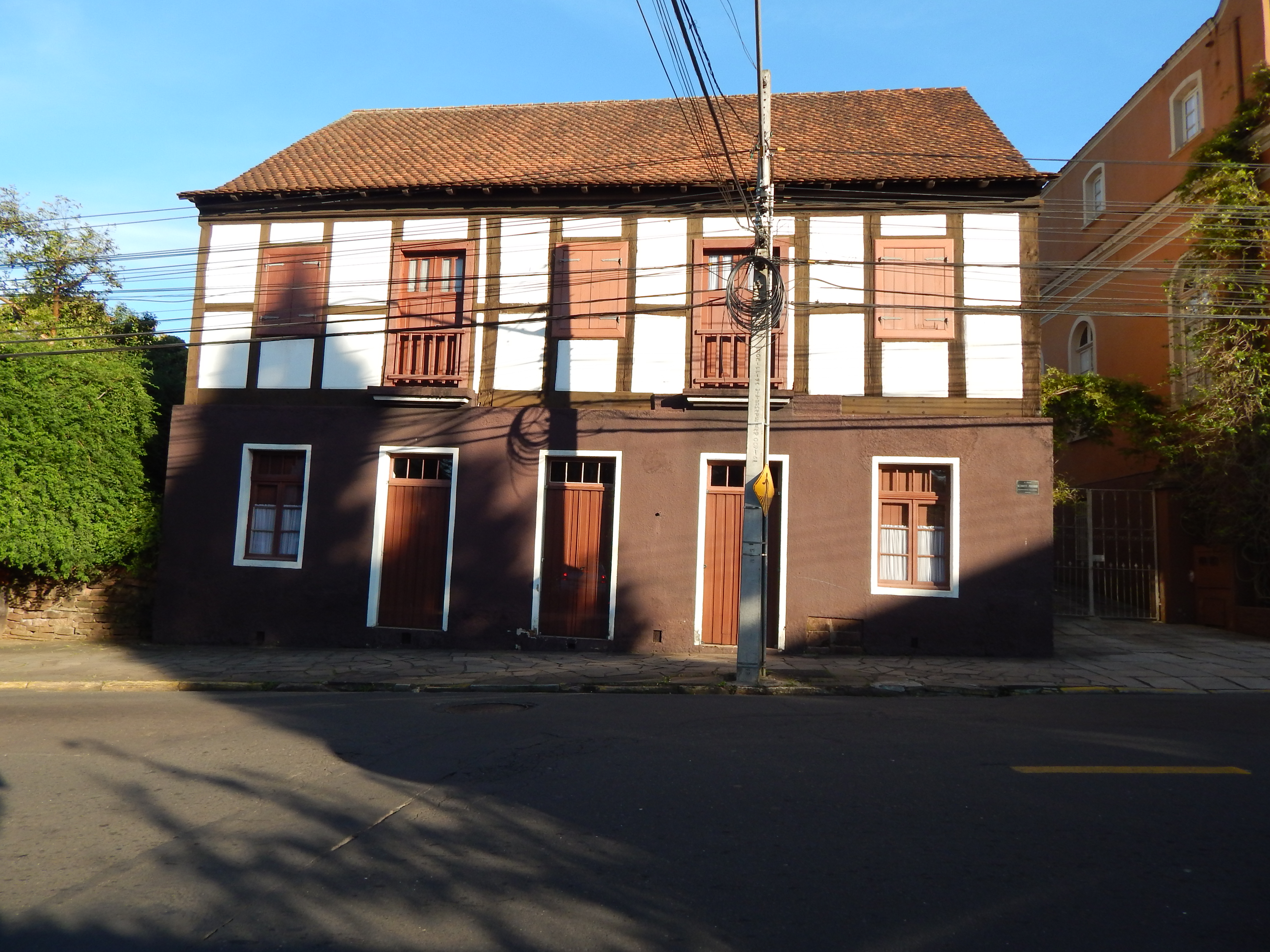
A Casa Schmitt-Presser em Hamburgo Velho, um típico representante da arquitetura alemã de enxaimel.

Em 1830, quando já estavam na província mais de 5.300 alemães, pressões dos latifundiários levaram à aprovação de uma nova Lei do Orçamento que proibiu qualquer despesa com colonização, incluindo o pagamento de dívidas retroativas. A lei gerou sérias dificuldades para os colonos que estavam se estabelecendo, impedindo que recebessem os subsídios. A eclosão da Revolução Farroupilha em 1835 dividiu a província e aumentou as dificuldades para a continuidade dos planos colonizadores do governo, dificuldades complicadas porque a Lei nº 16 de 12 de agosto de 1834 havia transferido às províncias parte das responsabilidades pela organização do projeto. Com esses transtornos, o fluxo de imigrantes reduziu muito mas não foi interrompido inteiramente, e as áreas colonizadas aumentavam. No início da Revolução a colonização alemã já se estendia para o norte de São Leopoldo com a formação dos núcleos de Hamburgo Velho, Dois Irmãos, Bom Jardim, Quarenta e Oito e São José do Hortêncio, e poucos anos depois passou a ser ocupada a Linha Nova e a Picada Feijão.
Depois de terminada a Revolução, o fluxo intensificou novamente, aumentado com a chegada de muitos emigrados que viajavam por conta própria sem se integrar ao projeto do governo. Outras levas foram trazidas para o povoamento de colônias privadas, como foi o caso da fundação da Colônia de Santa Maria do Mundo Novo, em posse de Tristão José Monteiro, que deu origem às cidades de Taquara, Igrejinha e Três Coroas, e da Colônia Padre Eterno, ao lado da outra, hoje Sapiranga, de propriedade do Barão do Jacuí. Até meados do século haviam chegado mais de oito mil alemães.
Nesta primeira etapa da colonização, São Leopoldo e Hamburgo Velho foram os núcleos mais prósperos, favorecidos pela proximidade com Porto Alegre, a capital da província, e pelo controle de uma importante rede de vias de transporte terrestre e fluvial. Esses núcleos em poucas décadas haviam se tornado vilas dinâmicas com um comércio bem estruturado, uma expressiva produção rural concentrada no milho, feijão, mandioca e tabaco, e diversas manufaturas e pequenas indústrias. Os excedentes da produção abasteciam Porto Alegre e as regiões próximas e eram até exportados. O crescimento econômico e urbano propiciava a formação de uma sociedade nova e de uma cultura diferenciada nesta região. Também em Porto Alegre formou-se uma comunidade alemã, que em meados do século já tinha quase dois mil integrantes, ocupados em uma variedade de ofícios e empreendimentos.

### Segunda etapa
A segunda etapa da colonização inicia com uma série de ajustes na legislação. Em 1848 foram destinadas seis léguas de terras devolutas em cada província para o exclusivo propósito de colonização. Em 1850 os novos colonos passavam a ser naturalizados depois de dois anos de residência e ficavam isentos do serviço militar, com exceção da Guarda Nacional. No mesmo ano foi abolido o privilégio dos lotes gratuitos e passou-se a cobrar por eles. Esta lei foi suplantada por uma lei provincial de 1851 que autorizou o retorno da distribuição gratuita de terras, mas as dimensões médias dos lotes caíram de cerca de 77 para cerca de 49 hectares. Ainda em 1851 foram contratados novos agentes de recrutamento. A gratuidade foi abolida novamente em 1854, quando passou-se a cobrar 300 mil réis por cada cem mil braças quadradas, mas a dívida podia ser quitada em cinco anos e retornaram os subsídios em dinheiro, ferramentas e sementes. Em 1855 foi definida a assistência aos imigrantes durante o transporte, em 1857 foram criados os cargos de agente-intérprete e agente-mordomo, encarregados do recebimento e tratamento dos imigrantes na capital e do seu encaminhamento para as colônias. O governo imperial também procurava transferir às províncias todas as responsabilidades que podia pela colonização.

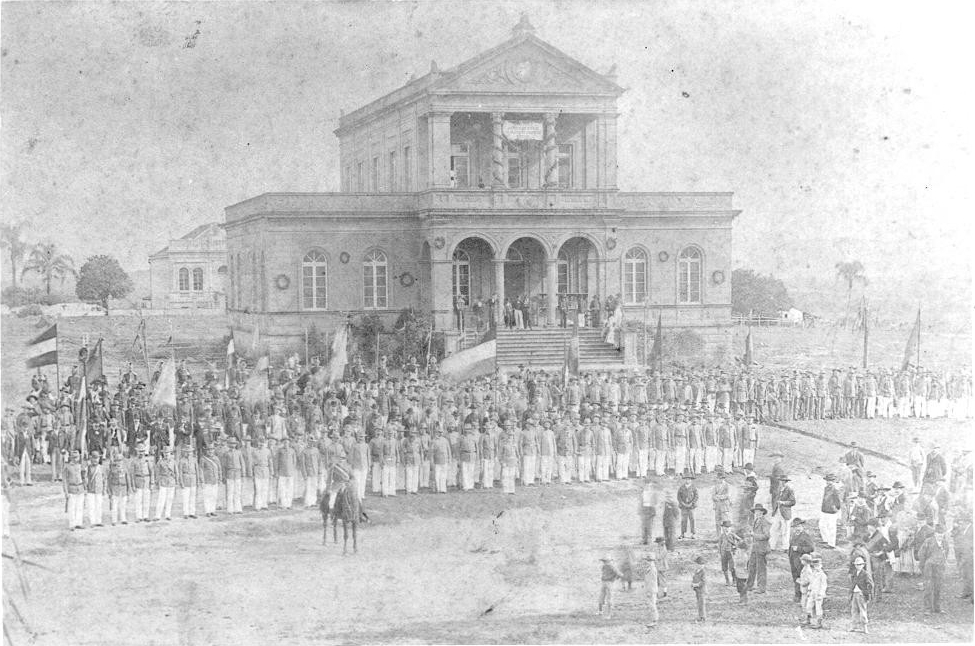
Inauguração da Prefeitura de Santa Cruz em 1892

Em 1849 foi fundada a colônia de Santa Cruz do Sul no vale do Rio Pardo, a primeira inteiramente organizada pela província, nas margens da recém aberta Estrada de Cima da Serra, que ligava o importante entreposto comercial e base militar de Rio Pardo com as vacarias de Soledade. Tendo Santa Cruz como base de apoio — se tornaria de fato a principal cidade colonial alemã da região central da província nesta etapa — começaram a ser povoadas áreas no vale do Rio Pardinho, surgindo os núcleos de Dona Josefa, Linha Andréas, Sinimbu, Vila Tereza e Ferraz. As terras devolutas disponíveis em breve acabaram, mesmo com a concessão de novas áreas pelo governo, e várias outras colônias foram abertas por particulares ou suas áreas foram compradas a particulares pelo governo, incluindo Rincão d'El Rey, Rio Pardense, Faxinal de Dentro, Germânia, Entre-Rios, Formosa, Trombudo, Mato Leitão, Arroio do Meio, Muçum, Estrela, Conventos, Pomerânia, Chaves, Linha João Alves, Santa Emília, Sapé, Grão Pará, Cerro Alegre, Fazenda Carneiros, Travessa, São João da Serra, Palanque, Pinheiral, Linha Nova e muitas outras. Abrir colônias era muito vantajoso para os proprietários de grandes terras ociosas, o governo oferecia incentivos e se bem conduzidos os projetos geravam grandes lucros. Também surgiam as colônias de Feliz, Santo Ângelo (atual Agudo, Paraíso do Sul, Dona Francisca e Cachoeira do Sul), Monte Alverne (Venâncio Aires) e Nova Petrópolis (ampliação de São Leopoldo para o norte). No sul da província, surgiu em 1858, no então quarto distrito de Pelotas, a Colônia São Lourenço.

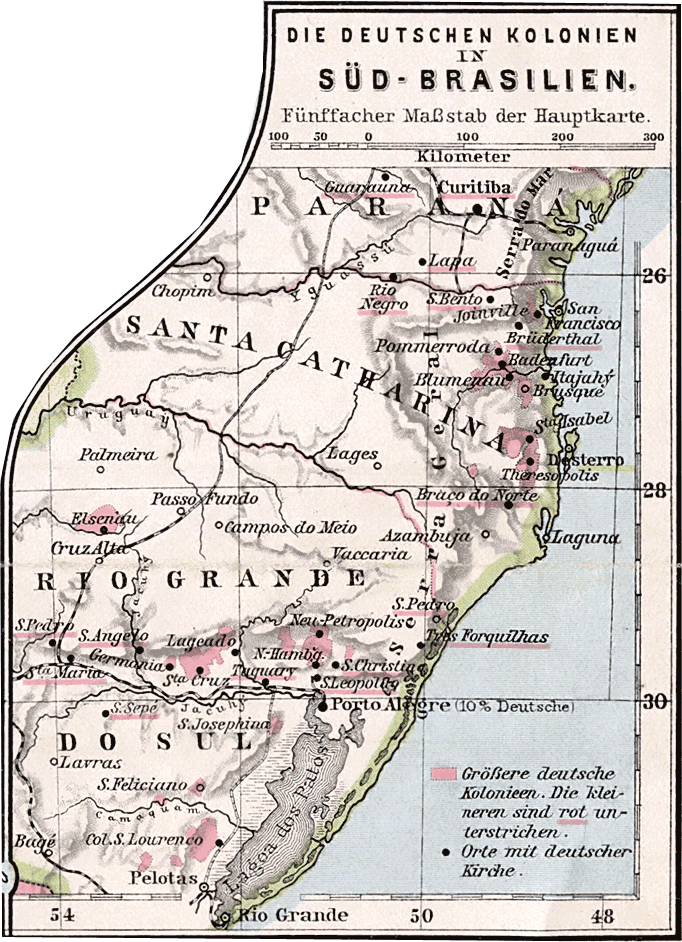
Mapa mostrando a dispersão das colônias alemãs no Sul do Brasil em 1905. O mapa é muito incompleto.

Entre 1848 e 1874 chegaram mais de 16 mil novos imigrantes, e neste período a população já residente aumentava rápido, uma vez que os colonos em geral tinham muitos filhos. No fim deste período todos os vales dos rios Caí, Taquari, Pardo, Pardinho, Sinos e parte do Jacuí estavam ocupados por alemães e sua economia se expandia e diversificava, para o agrado do governo, que via assim recompensados os seus longos esforços. Segundo Olgário Vogt, "viajando por diversas cidades e regiões do Rio Grande do Sul, no ano de 1871, o jornalista inglês Michael Mulhall, estabelecido em Buenos Aires desde 1858, constatou que na província a agricultura era, a essas alturas, quase exclusivamente da responsabilidade dos colonos alemães. Eles constituiriam, então, somando imigrantes e seus descendentes, cerca de 80 mil pessoas que estavam espalhadas por 42 colônias, localizadas especialmente nos vales dos rios Jacuí, dos Sinos, Caí e Taquari. Era principalmente devido a essas colônias que o Rio Grande granjeara o título de Celeiro do Império Brasileiro". Apesar do resultado global positivo, a situação dos casos individuais variava significativamente; muitas colônias enfrentaram dificuldades, agitações ou permaneceram longas décadas com uma economia de subsistência.
Entre 1874 e 1889 ingressaram na província mais de 6 mil imigrantes, fundando os núcleos de Poço das Antas, Forqueta, São Luiz, Marques de Souza, Bemfica, Bastos, Travesseiro, Pirajá, Sete Léguas, Nova Württemberg, Barão do Triunfo, Aliança, Rolante, Arroio Grande, Santa Helena, Rio da Ilha e muitos outros, praticamente todos sob a direção de particulares. O governo nesta época estava mais ocupado com o início da imigração italiana, que a partir de 1875 traria um contingente de imigrantes muito maior que a imigração alemã total e o faria em muito menos tempo.

### Terceira etapa
Com a Proclamação da República no Brasil, as terras devolutas passaram para os estados, assim como a responsabilidade pela colonização. O governo local positivista defendeu a imigração espontânea e a colonização particular. Rapidamente, o planalto gaúcho foi transformado em zona colonial, com a instalação das colônias novas de iniciativa pública e privada, atraídas pelas possibilidades de exploração do comércio de terras e pela obtenção de lucros fáceis.
Entre 1890 e 1914 chegaram mais 17 mil alemães. A fronteira da colonização no início do século XX chegou ao noroeste do estado, criando Ijuí, Santa Rosa, entre outras, para logo depois atravessar o Rio Uruguai e migrar para o oeste de Santa Catarina e Paraná, além de colônias no norte da Argentina e no Paraguai. Depois da Primeira Guerra Mundial a questão colonial voltou para o controle da União, e em virtude das tendências nacionalistas dominantes foi imposto um limite à entrada de mais estrangeiros. Mesmo assim, calcula-se que entre 1914 e 1939 chegaram mais de 30 mil alemães e austríacos, mas cerca de um terço deles não se fixou permanentemente, mudando depois de alguns anos para outros estados. Dos que ficaram, boa parte não acabou no campo nem foram pioneiros de novas colônias, mas preferiram se estabelecer nas cidades já constituídas.
Passada a Segunda Guerra Mundial a quantidade de imigrantes diminuiu muito, até se extinguir. A última colônia formada foi de um grupo de famílias menonitas que tendo emigrado para Santa Catarina na década de 1930, migraram para o Rio Grande do Sul, fixando-se ao sul de Bagé entre 1949 e 1951.

## As colônias e comunidades rurais

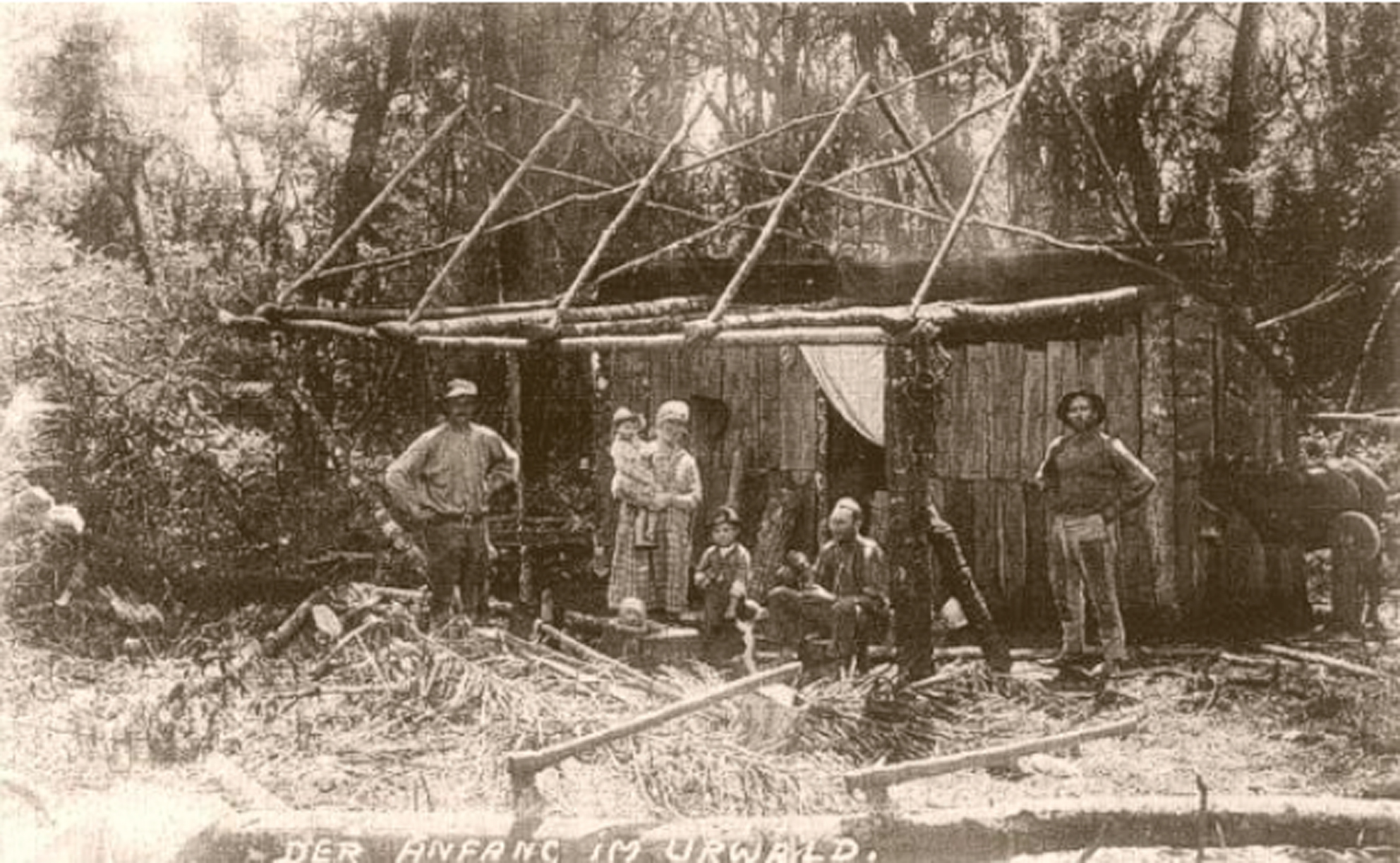
Colonos da região de São Leopoldo no fim do século XIX.

Na primeira etapa, antes da generalização do uso dos navios a vapor, a viagem dos imigrantes podia levar até três meses, mas depois em geral era completada em um mês e meio. Os navios vinham superlotados, as acomodações eram precárias e a higiene era péssima. Depois de chegarem ao Brasil, eram distribuídos pelas múltiplas áreas de colonização espalhadas pelo país. Os direcionados para o Rio Grande seguiam em barcos menores até o porto de Porto Alegre, de onde eram remetidos às regiões coloniais. São Leopoldo foi o principal ponto de acolhimento dos recém-chegados. Já que os campos provinciais estavam ocupados pela pecuária, os imigrantes foram instalados em região de mata virgem. Ali a tarefa que os esperava era monumental, pois estava tudo por fazer. A maioria dos imigrantes havia sido pelo menos em parte influenciada por uma propaganda enganosa do governo, que anunciava o Brasil como um país das maravilhas onde todos poderiam ficar ricos rapidamente. Como conta Thomas Davatz:
"Lindas descrições, relatos atraentes dos países que a imaginação entreviu; quadros pintados de modo parcial e inexato, em que a realidade é por vezes deliberadamente falseada, cartas ou informes sedutores e fascinantes de amigos, de parentes; a eficácia de tantos prospectos de propaganda e também, sobretudo, a atividade infatigável dos agentes de emigração, mais empenhados em rechear os próprios bolsos do que em suavizar a existência do pobre... – tudo isso e mais alguma coisa contribuiu para que a questão da emigração atingisse um grau verdadeiramente doentio, tornando-se uma legítima febre de emigração que já contaminou muita gente. E assim como na febre física dissipa-se a reflexão tranquila, o juízo claro, coisa parecida ocorre nas febres de emigração. Aquele a quem ela contagiou, sonha com o país idealizado durante o sono e durante a vigília, no trabalho e no descanso; agarra-se a prospectos e folhetos que tratam do seu tema favorito, dando-lhes o maior crédito".

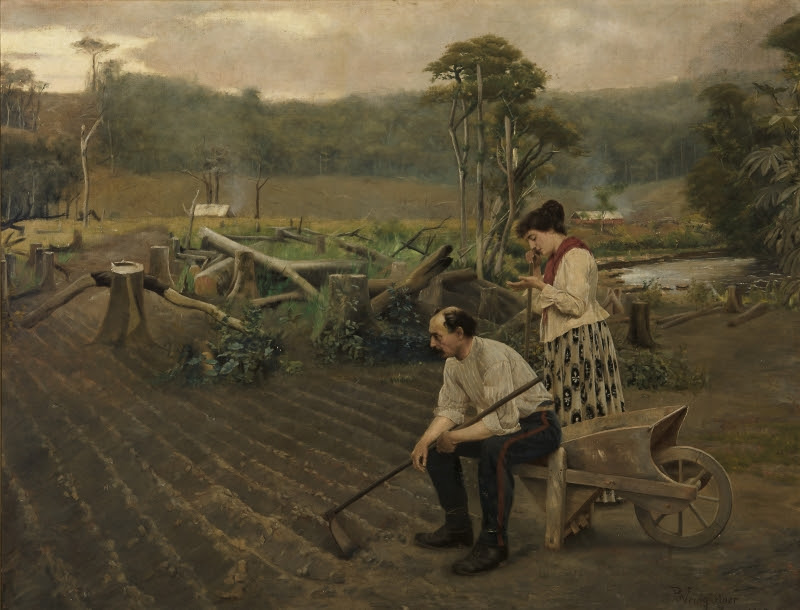
Tempora mutantur, 1889, do pintor teuto-brasileiro Pedro Weingärtner, uma obra que retrata a colonização rural no estado.

Os engodos eram patenteados assim que os viajantes chegavam. Como não era permitido o trabalho escravo nas colônias, todas as tarefas estavam a cargo da família. Havia a possibilidade de contratar ajudantes, mas devido à pobreza da maioria dos imigrantes no início isso foi impossível. As dificuldades aumentavam porque a ajuda do governo foi irregular, não foi raro faltar dinheiro, ferramentas e alimentos, e porque eles vinham completamente despreparados para o que iriam encontrar. Viviam em habitações rústicas, não conheciam as particularidades da terra e suas exigências, não conheciam os animais perigosos e as plantas venenosas, não sabiam como lidar com as doenças humanas e as pragas agrícolas comuns no país, temiam ataques de índios e onças, e ao contrário do hábito de aldeamento a que estavam acostumados na Europa, no Rio Grande as famílias ficavam isoladas em cada lote particular, comunicando-se por picadas precárias que em tempo de chuva viravam lodaçais. Em 1850 Martin Buff, diretor da colônia de Santa Cruz do Sul, escrevia em seu relatório: "Para a gente que vem da Europa é muito penoso acostumarem-se no mato nos primeiros tempos, por isso vivem sempre incomodados e doentes". São numerosos os relatos de colonos recém-instalados sobre o medo que sentiam frente ao mundo desconhecido. Além do mais, eles não dominavam o português e a cultura brasileira era-lhes totalmente estranha. Não por acaso a integração das comunidades alemãs com o universo luso-brasileiro foi complexa, demorada e muitas vezes tumultuada.
Apesar de todos esses obstáculos, os vales povoados tinham uma terra fértil, que permitia mais de uma safra por ano para algumas culturas, fazendo com que em pouco tempo as colheitas fossem expressivas e os excedentes pudessem ser comercializados, gerando renda. Técnicas de derrubada da mata, preparo do solo, manejo das culturas e das criações, mais adequadas ao ambiente local, aos poucos foram aprendidas com caboclos e brasileiros e ajudaram a superar a gradual perda de fertilidade do solo depois do desmatamento e controlar problemas imprevistos. Assim, dentro de alguns anos o colono em geral já podia construir uma casa maior e adquirir alguns confortos. As técnicas agrárias consolidadas pelos colonos em poucas gerações se tornaram a base da cultura agrícola do estado nesta região por muito tempo. Como disse Marli Mertz:
"O sistema agrário colonial constituiu-se, acima de tudo, por um conjunto de práticas e técnicas agrícolas que se fizeram presentes ao longo da história da agricultura no Rio Grande do Sul e desenharam o seu perfil de tal forma que essas práticas e técnicas ainda podem ser encontradas em regiões do estado onde predominam a pequena propriedade e os minifúndios coexistindo com sistemas agrícolas mais avançados. Nesse sentido, o sistema produtivo colonial utilizado pelos colonos continuou sendo praticado no Estado após o fim da sua zona de expansão. Mesmo não existindo mais terras devolutas, continuaram praticando sua agricultura com a queimada e com a rotação das terras durante as décadas de 50 e 60 do século XX, práticas que contribuíram para a crise agrícola que se fez sentir a partir de então".

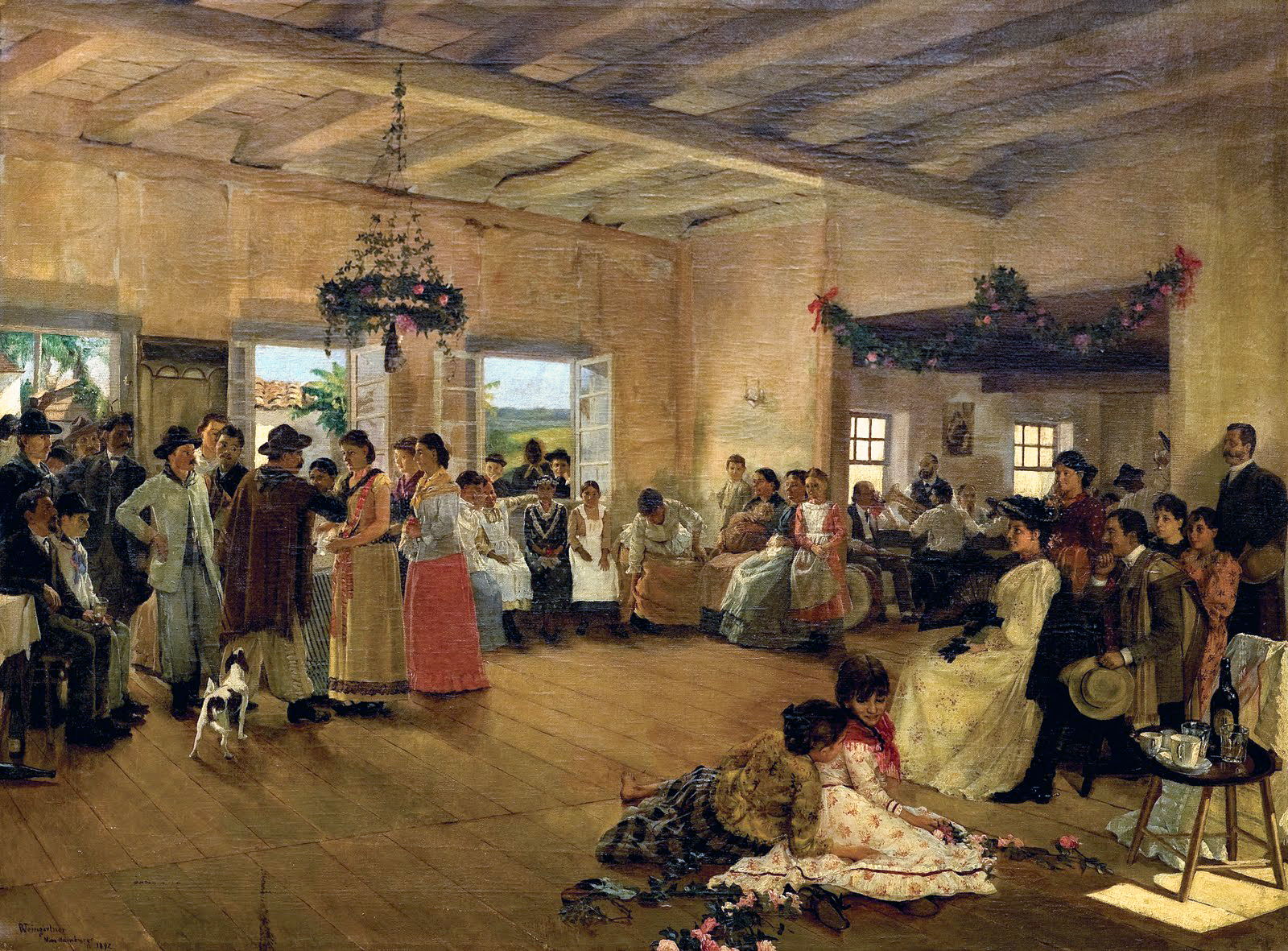
Pedro Weingärtner: Kerb, 1892. Nesta obra retratando uma festa típica alemã numa comunidade rural, já se percebe a mistura entre as tradições alemãs e locais e a formação de uma sociedade estruturada: alguns dos presentes vestem à gaúcha e os grupos bem vestidos e os vestidos com simplicidade são claramente separados no espaço. Um negro fora do salão espia pela janela.

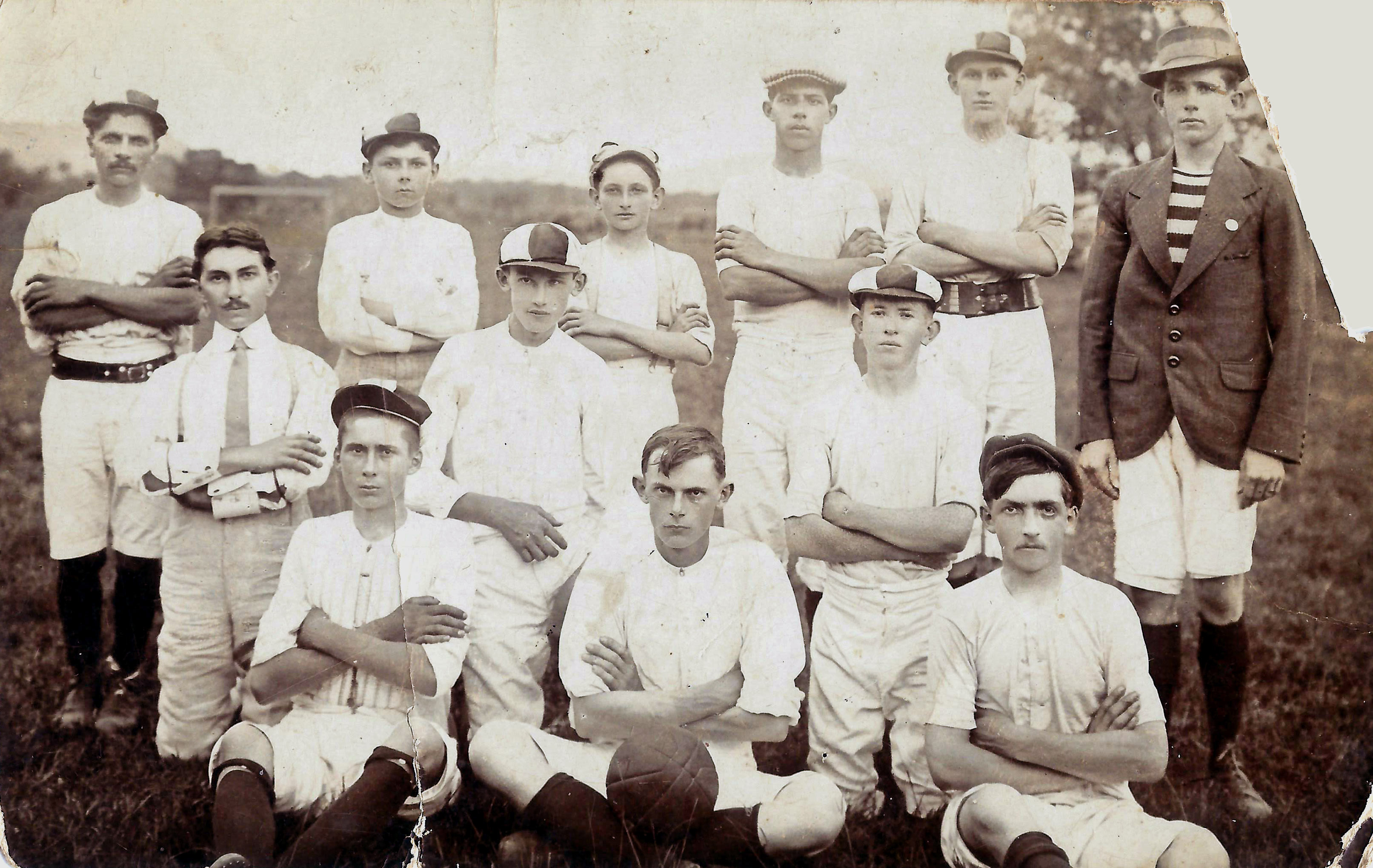
Time de futebol em 1910 no núcleo de Arroio das Pedras, interior de Santa Cruz do Sul.

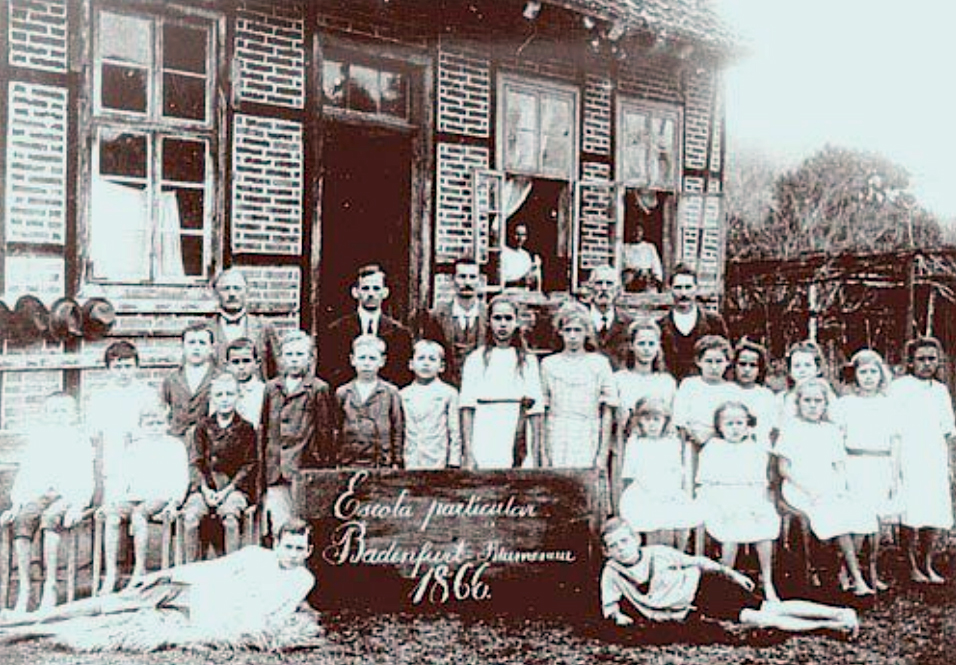
Escola particular alemã em Estrela, 1866.

A experiência da posse da terra era valiosa para o colono, tanto do ponto de vista econômico, humano e social — sendo a possibilidade de redenção de sua antiga pobreza não só como garantia da sobrevivência básica, mas como garantia de uma vida digna, respeitável e boa de viver — como do ponto de vista moral e psicológico.  Josef Umann, um dos pioneiros da Linha Cecília, relatou em seu livro de memórias: "Acredito que nenhum rei em seu palácio possa se sentir mais feliz que eu outrora, em minha primeira choupana, a qual sabia ser minha, e mesmo que deixasse a desejar em todo o sentido, tínhamos a esperança que com o correr do tempo ela poderia ser melhorada, e sobretudo, sabíamos que ninguém podia nos obrigar a abandonar a nossa morada".
Além de ser uma necessidade humana, o convívio em comunidade oferecia vantagens práticas para os colonos. Não podendo contratar empregados nem usar escravos, graças à cooperação entre as famílias é que muitas das dificuldades iniciais puderam ser vencidas. O mutirão foi uma prática sistemática entre os colonos, e os casamentos realizados dentro das comunidades fortaleciam os laços de confiança e cooperação entre as famílias. Nas colônias rurais cedo formaram-se pequenos núcleos urbanizados, onde os colonos dispersos pelos lotes se encontravam e realizavam suas feiras para trocas de produtos e experiências, suas festividades coletivas e suas competições esportivas. Ali era o lugar por excelência para descontrair, interagir com os amigos e descansar das durezas do trabalho na terra de sol a sol, ali se faziam os concorridos Kerbs, embora no cotidiano dos domicílios houvesse o cultivo de uma série de atividades tanto lúdicas como afetivas e agregadoras, como o canto, a transmissão de lendas, crenças e histórias para as crianças, o artesanato e os jogos juvenis. Os alemães ganharam fama no estado como um povo que cultivava a educação e a arte, e muitas dessas atividades familiares tinham um caráter artístico, como o canto e o artesanato. Nesses povoados iam aparecendo as capelas, as escolas, os cemitérios, os salões de festas, oficinas de ferraria, tanoaria, marcenaria, funilaria, e também as olarias, moinhos, curtumes, alambiques, cervejarias, alfaiatarias, sapatarias e outras casas comerciais. Esses núcleos funcionavam como intermediários e elos de ligação entre as colônias e as cidades maiores.
À medida que a comunidade estabilizava e se relacionava com o povo brasileiro do entorno, a própria natureza e as formas de convívio locais, vistas pelos olhos do estrangeiro, começavam a ser integradas a um novo folclore, híbrido de tradições alemãs e nativas. Porém, para a mentalidade da época, da qual os alemães não fugiam, a natureza podia ser fascinante e generosa, mas era também um elemento bárbaro e potencialmente perigoso que precisava ser dominado e disciplinado, para que pudesse servir aos propósitos do homem. Essa relação de conquistador sobre o ambiente, mais o árduo trabalho de desbravamento e o cultivo da terra, foram elementos importantes para a articulação de um mito fundador amparado em um discurso ufanista em torno das alegadas virtudes superiores do colono alemão como um herói civilizador, um discurso que começou a ser expresso já em meados do século XIX com o apoio da própria oficialidade nativa. O Barão de Homem de Mello, presidente da província em 1868, ao avaliar o impacto da colonização, disse: “Há pouco tempo existia aqui apenas um vazio, povoado somente por animais. Hoje este chão se transformou e foi entregue para sempre ao homem civilizado devido ao esforço de um povo cheio de energia e religiosidade”. Essa retórica laudatória se tornaria influente no processo de afirmação social e identitária da comunidade alemã, não apenas no campo, e deixaria uma funda marca na historiografia clássica da imigração.

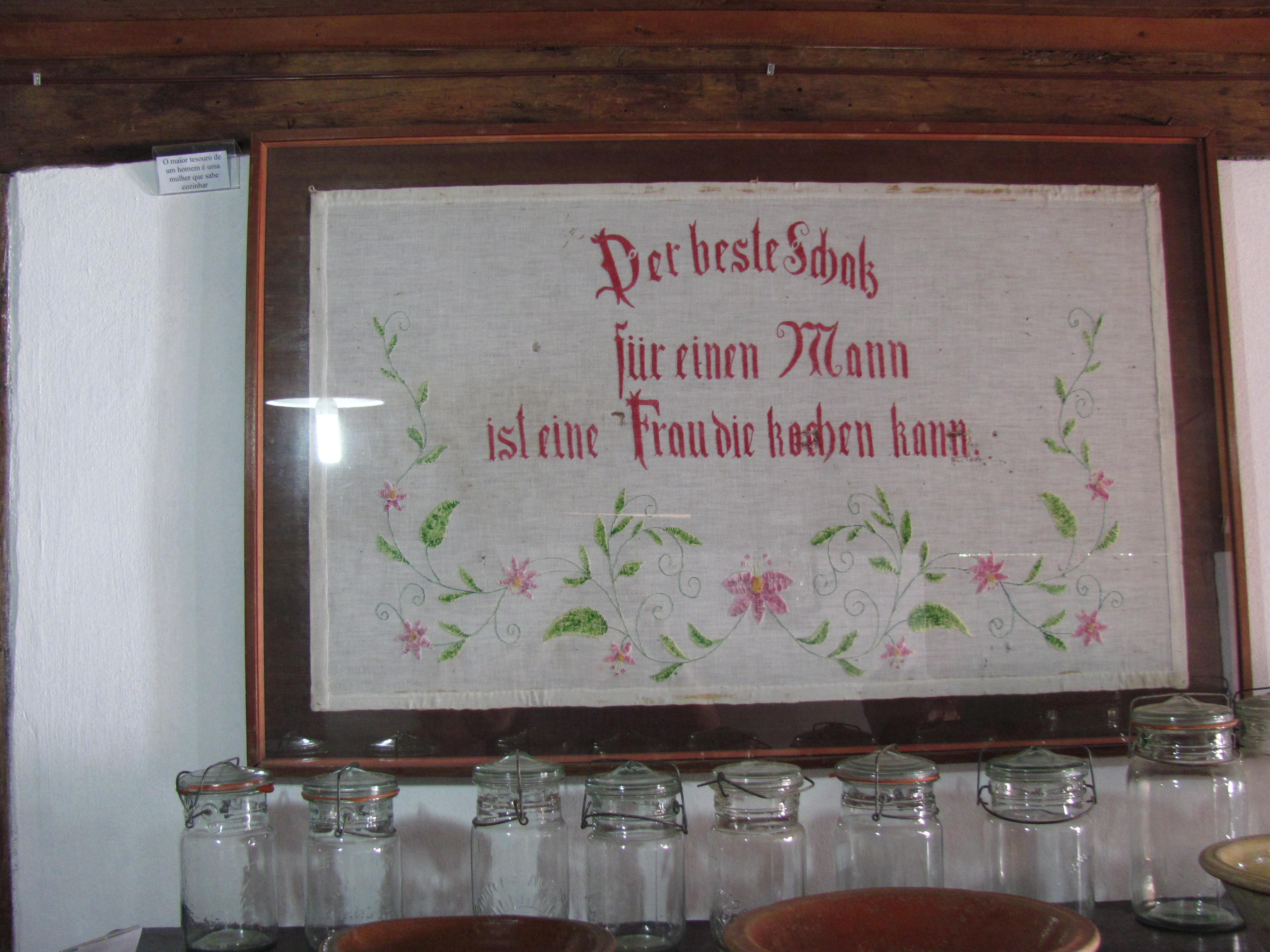
Bordado com um ditado popular em alemão: Der beste Schatz für einen Mann ist eine Frau die kochen kann (O melhor tesouro para um homem é uma mulher que sabe cozinhar). Acervo do Museu Cláudio Oscar Becker de Ivoti.

Depois de um período de ampla expansão por grande parte do estado, em meados do século XX o antigo modelo da pequena propriedade rural se encontrava em um caminho aparentemente sem saída. As décadas anteriores já haviam sido turbulentas o bastante com a repressão varguista dos estrangeirismos e com a entrada do Brasil na II Guerra Mundial contra a Alemanha, mas agora, diante da modernização, da urbanização acelerada, da mecanização da lavoura e da industrialização, todo um sistema produtivo que estava em vigor desde o século XIX entrava em crise. Na análise de Argemiro Brum, "a propriedade pequena e a família numerosa obrigavam a uma intensa exploração do solo, que provocou rápido esgotamento da sua fertilidade natural, chegando em muitos casos à quase exaustão. Estes fatores, acrescidos da contínua transferência de renda dos agricultores para os comerciantes e industriais, através da diferença no preço dos produtos — preços baixos para os produtos agrícolas que o colono vendia e preços mais elevados pelos bens que a família rural adquiria no comércio — explicam a generalizada estagnação e mesmo declínio da agricultura tradicional. Essa situação se tornou bastante clara na década de 50 e se agravou muito na de 60, levando a agricultura tradicional ao estrangulamento".
Além disso, a multiplicação das colônias sobre um grande território, levando com elas a agricultura intensiva, ocasionou um sério desequilíbrio ecológico no estado, que perdeu grande parte das suas florestas e da sua biodiversidade. A mecanização da lavoura e o uso intensivo de agrotóxicos nas décadas recentes aumentaram os problemas ambientais e geram disputas políticas, pobreza, problemas de abastecimento e doenças humanas. Segundo Silva Neto & Oliveira, "mais recentemente, em especial durante as décadas de 1970 e 1990, em razão da ideia que se tinha da agricultura familiar como incapaz de produzir competitivamente, passou-se a dar prioridade à agricultura patronal em detrimento dos agricultores familiares. Felizmente vêm surgindo movimentos importantes, tanto entre os intelectuais quanto entre os responsáveis governamentais em âmbito federal e estadual, pressionando para se mudar essa compreensão".

## As cidades coloniais

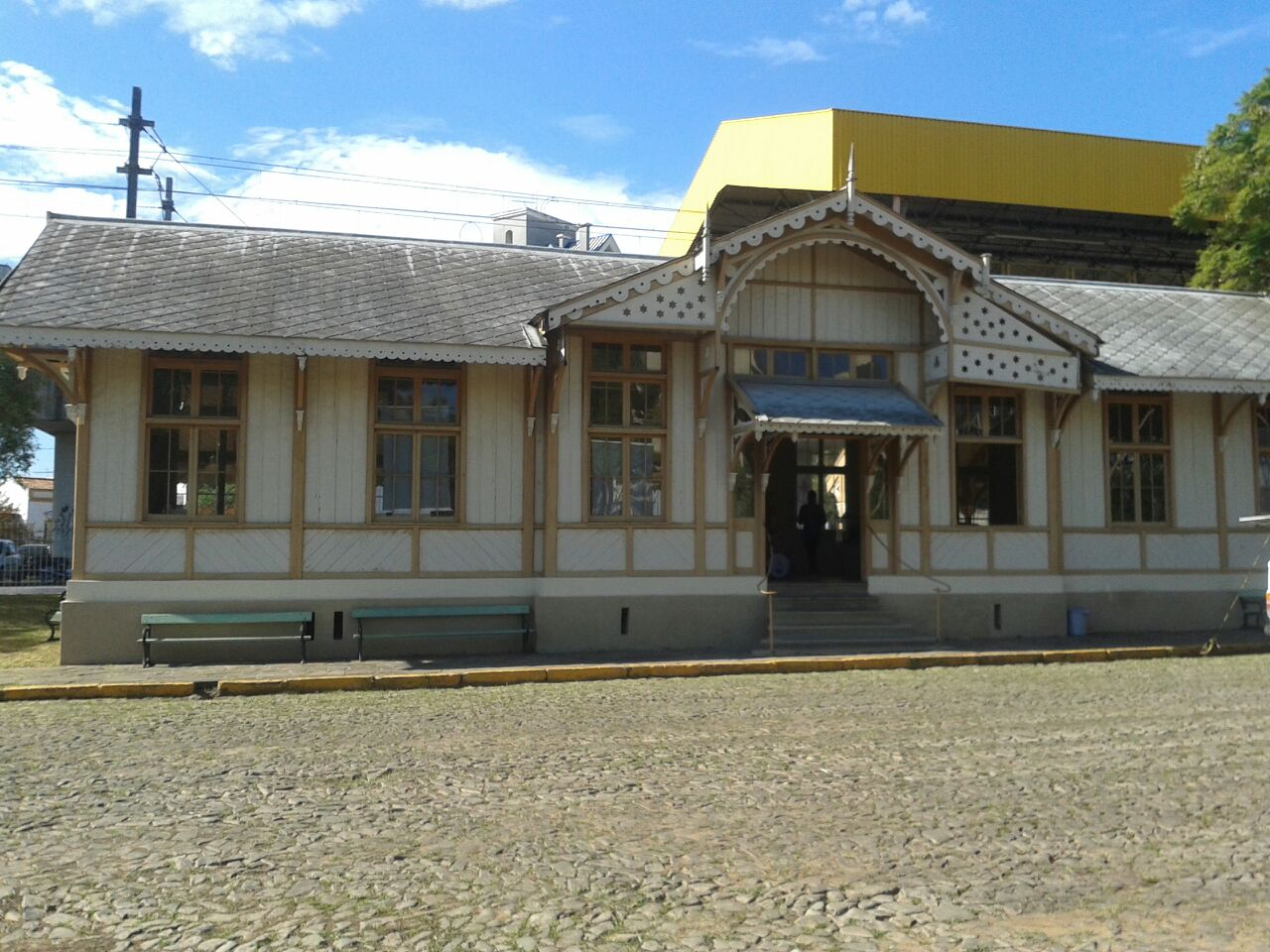
A antiga estação férrea de São Leopoldo, hoje o Museu do Trem.

Com a grande proliferação de colônias rurais, surgiram múltiplos pontos de urbanização. Não demorou para que em diversos locais os povoados assumissem proporções de vila, contando com as primeiras irmandades religiosas leigas, clubes sociais, associações esportivas, políticas e de mútuo socorro, e a partir delas se formaram numerosas cidades. Grande parte dos imigrantes, de fato, não era composta de agricultores, mas de operários urbanos e profissionais especializados. Entre 1824 e 1845 60% dos homens de São Leopoldo eram artesãos, industriais, comerciantes, etc.
Com efeito, os alemães foram responsáveis pela urbanização e formação de novos municípios em grande parte da metade norte do território gaúcho. A maioria desses novos municípios se emancipou com pequenas áreas territoriais. Entre 1954 e 1965 foram criados 140 novos municípios, todos na região colonial (incluindo a região colonial italiana, que passou por um processo semelhante), e muitos deles mais tarde se fragmentaram ainda mais com a emancipação de distritos. Segundo Silva Neto & Oliveira, "esse processo é a expressão da dinâmica econômica, social e política da colonização das áreas de floresta do estado. À medida que a ocupação das matas avançava pelo interior do estado, ela era acompanhada, gradativa e rapidamente, pelo surgimento de povoados e pela posterior formação de novos municípios. [...] A alta densidade demográfica que acompanhou o processo de ocupação das terras de mato pelas famílias dos agricultores representou um fator decisivamente influente na dinâmica do desenvolvimento rural".

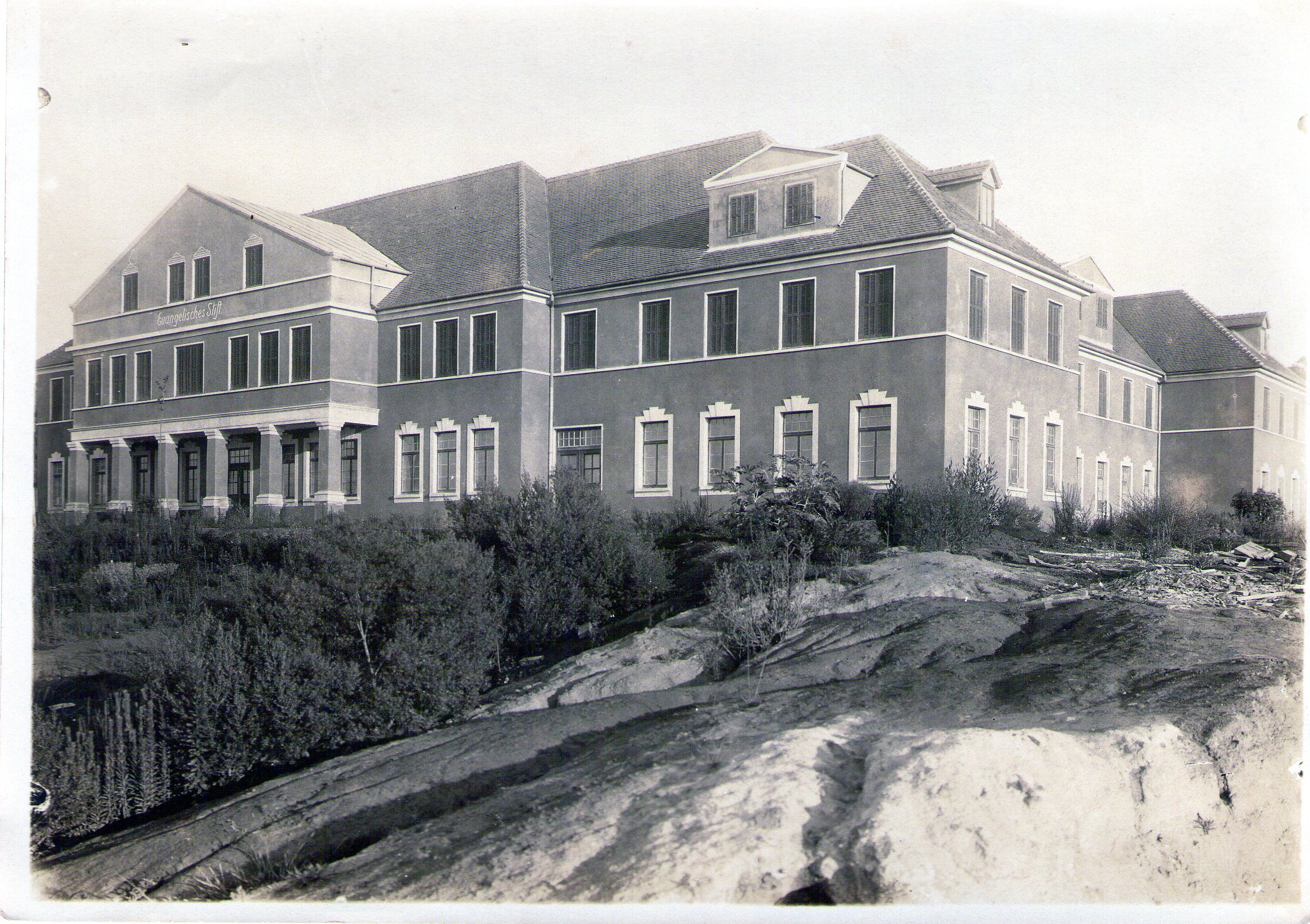
Prédio da antiga Fundação Evangélica de Hamburgo Velho.

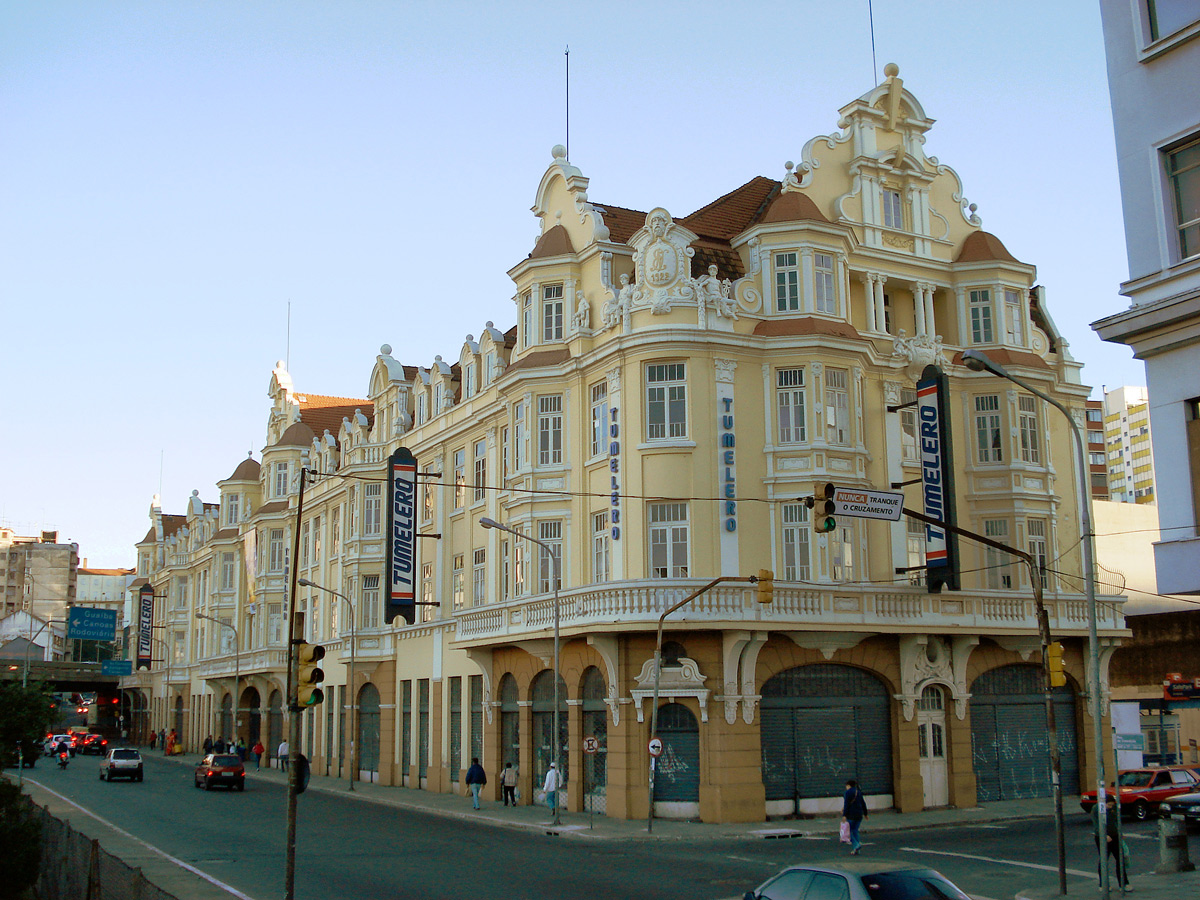
Edifício do comerciante Nicolau Ely em Porto alegre, projetado por Wiederspahn.

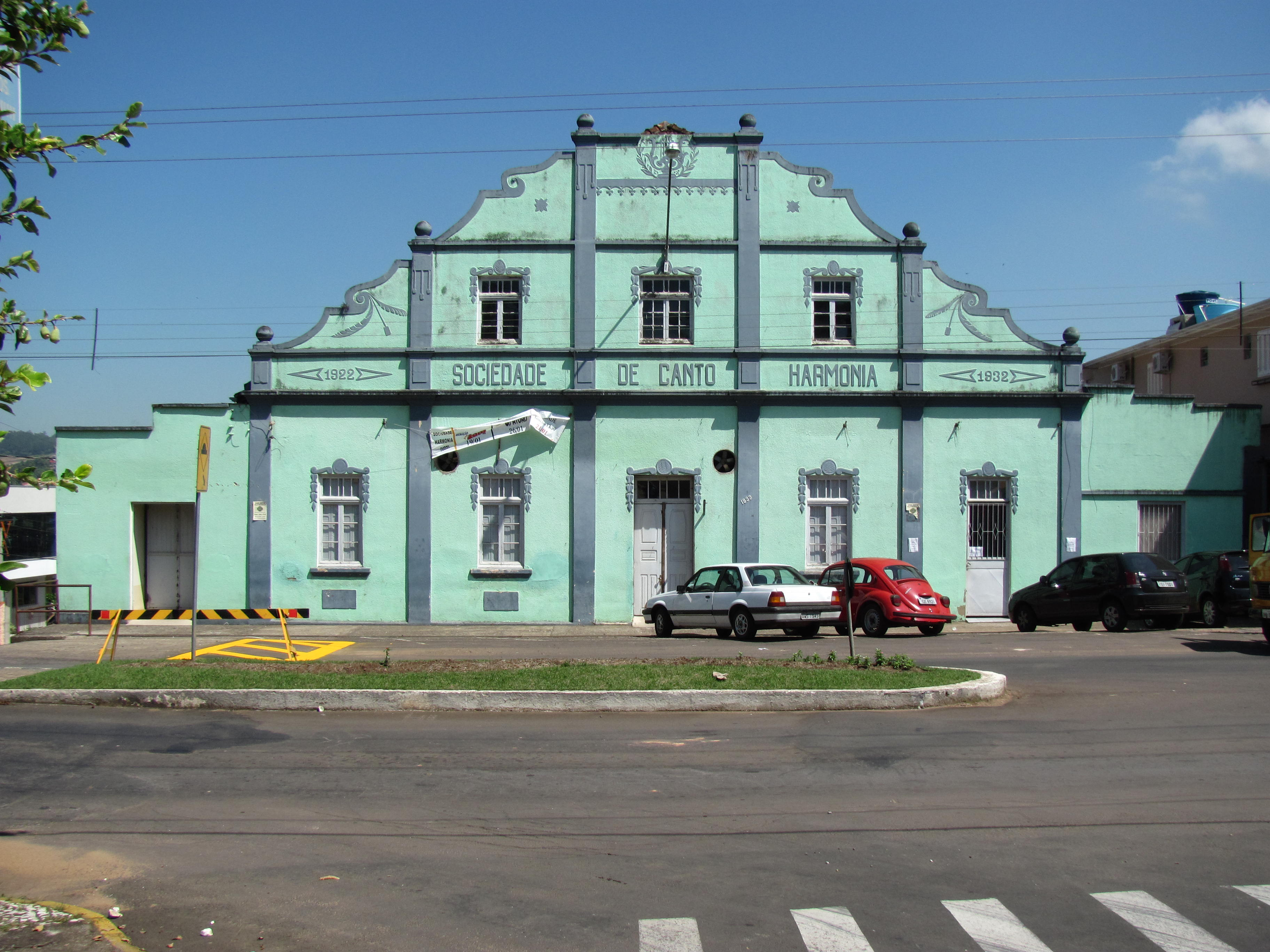
Sede de 1932 da Sociedade de Canto Harmonia de Ivoti. O canto foi uma das expressões culturais mais apreciadas entre os alemães, formando-se muitas sociedades pelo estado.

Desenvolveu-se entre os alemães uma forte identidade coletiva baseada na etnia, na cultura e no idioma, cujas origens estavam ligadas ao trabalho na terra e ao processo de conquista do território. Para Giralda Seyferth, "de um modo geral, a crença na comunidade étnica estava respaldada na própria constatação das diferenças culturais, evidenciadas a partir do contato com a sociedade brasileira", mas nas últimas décadas do século XIX "a situação de minoria nacional já se tornara incômoda para os segmentos mais politicamente atuantes das antigas colônias". O sucesso da obra de colonização para os próprios alemães era uma prova de suas capacidades, e inevitavelmente passava pela consolidação da emancipação política das colônias mais importantes, pela progressiva conquista de espaços de atuação pública e pela reivindicação da plena cidadania. Ao mesmo tempo, afirmavam-se as diferenças dos alemães em relação aos brasileiros, mas apesar dos fortes laços mantidos com a antiga Pátria europeia, nunca foi questionada a lealdade à Pátria adotiva.
Na própria capital nas primeiras décadas do século XX a presença alemã era relevante, incluindo uma elite influente e diversas associações e clubes. Carlos von Koseritz havia deixado uma funda marca na cultura e na imprensa metropolitana no fim do século XIX, logo depois Pedro Weingärtner era aclamado como o maior pintor de sua geração no estado. e famílias empresariais como os Renner, Gerdau, Bins, Johannpeter, Neugebauer, Möller e outras iniciavam sua fase de apogeu. Essa elite germânica foi um dos grandes financiadores de um ciclo de renovação arquitetônica em Porto Alegre, fazendo construir uma série de palacetes residenciais e imponentes sedes de bancos e empresas. O governo positivista estimulava esse desenvolvimento, estando ele próprio engajado numa renovação e embelezamento urbanístico da área central da cidade, a fim de torná-la o "cartão de visitas" do estado, ansiando por apresentar-se como civilizado e progressista e ganhar mais espaço político no cenário nacional. Sob os auspícios oficiais foram construídos diversos edifícios públicos de dimensões palacianas e decoração suntuosa. As mudanças também acompanhavam novos conceitos de urbanismo, habitabilidade e higiene e novas modas. Theodor Wiederspahn, arquiteto, Rudolf Ahrons, construtor e João Vicente Friedrichs, decorador, todos alemães, foram os protagonistas desse movimento.
Apesar do interesse pela autoafirmação e individualização, no início do século XX nos principais núcleos coloniais já acelerava o processo de aculturação à brasilidade, e embora o uso do alemão ainda predominasse no cotidiano, a maioria das colônias já era bilíngue e contava com muitos agregados brasileiros. Possivelmente em parte devido à percepção de que o legado alemão começava a ser dissolvido e ameaçado, se multiplicaram as sociedades de canto, ginástica e tiro e outras agremiações de cultura alemã em numerosas cidades e vilas coloniais, e os contatos com a Alemanha também eram assíduos. Heróis e figuras ilustres alemãs eram objeto de homenagens e monumentos, davam nome a escolas e ruas; artistas alemães, especialmente músicos, poetas e literatos, eram venerados em concertos, teatros e saraus, e folhetins em alemão tinham um largo público. Na historiografia mais antiga da imigração a transformação da selva ameaçadora em cidades prósperas e civilizadas pelo braço valoroso, o coração constante e o espírito elevado do colono foi uma representação comum. Em algumas das publicações, o alemão era comparado ao bandeirante paulista, outra imagem mitificada do desbravador intrépido, mas era ainda melhor, pois pertencia a uma raça superior. Essa ênfase na questão étnica seria acirrada com a ascensão do nazismo no século XX, ao qual muitos teuto-brasileiros manifestariam adesão.
As escolas das comunidades e vilas do interior ensinavam em alemão, jornais em alemão circulavam amplamente, e em diversas cidades de origem alemã no início do século alemães ocupavam a Intendência e cadeiras no Conselho Municipal, algo que até então havia sido impossível devido ao antigo monopólio dos cargos públicos pelos descendentes de portugueses. Em 1929 Alberto Bins, filho de alemães, era eleito intendente de Porto Alegre, depois de ter sido deputado estadual em quatro mandatos.
Contudo, a subida de Getúlio Vargas ao poder significou uma guinada radical na abordagem do governo a respeito da questão colonial. Se até então os alemães haviam sido favorecidos — ou pelo menos se procurou tentar suprir suas necessidades na medida do possível em um contexto de recursos sempre escassos, filosofias divergentes e turbulência política endêmica —, e haviam sido o povo de eleição preferencial para o governo em todos os projetos de povoamento, agora seu empoderamento gerava receios tanto entre as elites dominantes como entre a população em geral, e eles passavam a ser postos sob suspeita, enquanto diferentes correntes de direita disputavam o poder. Essa virada, na verdade, não aconteceu de repente, mas quando foi institucionalizada pelo Estado varguista produziu seus impactos mais vastos e dramáticos. Desde o início do século alguns intelectuais já levantavam a questão do "perigo alemão", havia teorias da conspiração em voga dizendo que o Império Alemão pretendia conquistar a América ou pelo menos anexar o sul do Brasil, e no início da I Guerra Mundial o tão falado mas nunca comprovado "perigo alemão" havia se tornado, segundo René Gertz, "em algo cotidiano, ao menos para brasileiros mais ou menos informados".
Os alemães em geral, mesmo nas comunidades rurais, no início do século XX já estavam assimilados o bastante para não negar nem desejar negar sua nacionalidade brasileira, a despeito de todas as fanfarras sobre suas origens europeias e etnia "superior" e da defesa constante das suas tradições próprias, e desejavam, ao contrário, serem reconhecidos como cidadãos brasileiros plenos, mas os dilemas foram ganhando força num crescendo. 

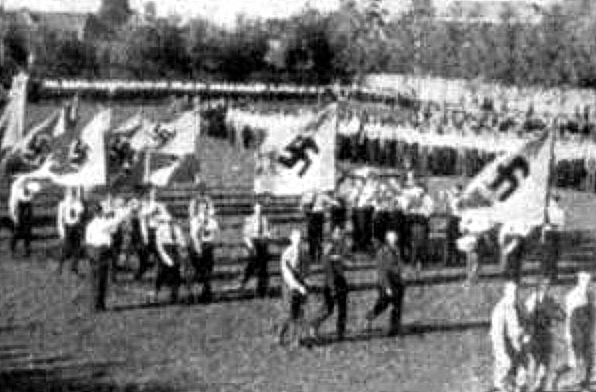
Desfile nazista em Porto Alegre no Dia do Trabalho de 1937.

Na Alemanha o nazismo imperialista iniciava sua ascensão e viria a ter uma legião de simpatizantes no Brasil, mas embora Vargas e outras altas autoridades também lhe fossem simpáticos, e embora a Alemanha fosse um importante parceiro comercial, no início da II Guerra o governo enfim preferiu se alinhar com os Estados Unidos e o nazismo no Brasil foi reprimido. Mesmo antes deste ponto crítico a disseminação das ideologias nazista e integralista entre muitos teuto-brasileiros causava preocupação num momento em que o governo procurava eliminar dissidências internas, e havia a suspeita de que os nazistas da Alemanha tentavam interferir nos assuntos internos brasileiros através de agentes dissimulados; inclusive suspeitava-se que tivessem participado na tentativa de golpe do Integralismo liderado por Plínio Salgado em 1938. A política era apenas um dos aspectos desfavoráveis aos alemães. Vargas também direcionou seu programa de governo para uma homogeneização em larga escala da sociedade brasileira sob a bandeira da lusofonia e da promessa de paz social. Foi imposta uma nacionalização e aculturação forçada das minorias étnicas e culturais em todo o Brasil. Para muitos naquela época, as múltiplas colônias de estrangeiros que floresciam livremente pelo território nacional eram anomalias e quistos no tecido social que precisavam ser dissolvidos, pois ameaçavam a coesão da nação e, com suas diferenças, perturbavam a harmonia e integração da sociedade.
O regime varguista era autoritário, a retórica usada na época fazia veementes apelos a medos irracionais da população, a teorias da conspiração e aos aspectos emocionais do nacionalismo, e se desencadeou uma onda de perseguições, violências, humilhações e censura não só aos alemães, mas a italianos, japoneses e outros grupos que até então haviam sido considerados valiosos colaboradores no progresso nacional. Escolas e jornais foram fechados, exigiu-se salvos-condutos para os deslocamentos e associações recreativas e culturais alemãs, e mesmo algumas eclesiásticas, foram postas sob vigilância ou interditadas. A entrada do Brasil na II Guerra Mundial contra a Alemanha e o bloco nazifascista agravou a pressão e a censura contra a cultura e a fala germanizada da região. Conforme resumiu a pesquisadora Ana Maria Dietrich, "dentro do projeto de nacionalização do Brasil almejado por Vargas, o alemão passa de perigo ideológico, pela divulgação do ideário nazista, para perigo étnico, como alienígena ao ‘Homem Novo’ que se desejava construir. Com a entrada do Brasil, na II Guerra Mundial, em 1942, ao lado dos Aliados, o perigo vira ‘militar e ideológico'.” A partir de 1942 ocorreram atos de violência contra indivíduos e depredação em várias cidades, em particular Pelotas e Porto Alegre, contra estabelecimentos de alemães. E não foi só. Segundo Gertz, 
"Há relatos de que policiais e patriotastros passavam pela colônia intimidando seus habitantes a comprar fotos de personalidades brasileiras, a preços exorbitantes. São folclóricos os confiscos de rádios, livros e discos como supostos instrumentos de divulgação do nazismo, mas também foram confiscados, com muita frequência, objetos que não tinham qualquer conotação política, ideológica ou fossem específicos de determinada 'etnia' (como livros de arte e coleções de selos), isso sem falar no confisco de motocicletas, que, no mesmo dia, foram vendidas a terceiros pelos policiais que as haviam tomado a seus proprietários. As sociedades recreativas e culturais, muitas vezes, foram encampadas pelo Estado, passando a abrigar forças policiais ou militares destinadas a garantir o processo de 'nacionalização'. Perseguições e torturas físicas e psíquicas por parte da polícia ocorreram em grande quantidade, incluindo algumas mortes. [...] Ainda que não constituíssem locais de internamento em massa – como os campos de concentração na Alemanha –, houve locais de confinamento para 'súditos do Eixo' pelo Brasil todo, do Pará ao Rio Grande do Sul. [...] A intensidade da violência institucionalizada ou praticada por cidadãos à revelia do aparelho de Estado era influenciada pelas situações locais, dependendo da capacidade das lideranças do lugar para contornar, ou não, enfrentamentos, mas também da postura das autoridades".

## Pós-Guerra
Terminada a Guerra com a derrota alemã, a população de origem alemã no Rio Grande procurou se reorganizar e as lideranças rapidamente se articularam. Em 1947 cerca de 30% dos deputados estaduais eleitos tinham sobrenome alemão, um percentual que era muito maior do que a proporção dos alemães na sociedade gaúcha. Em 1948 foi reclamada na Assembleia Legislativa a devolução dos bens confiscados durante a Guerra, em 1949 o 25 de julho, data da chegada dos primeiros imigrantes ao estado, já pôde ser comemorado publicamente com a presença do governador do estado, no ano seguinte um alemão foi candidato a governador, e em 1951 foi fundado em Porto Alegre o primeiro Centro Cultural 25 de Julho, que serviria de modelo para a criação de vários outros pelo estado, atuando como polos de cultivo da cultura, da arte, da língua e das tradições.

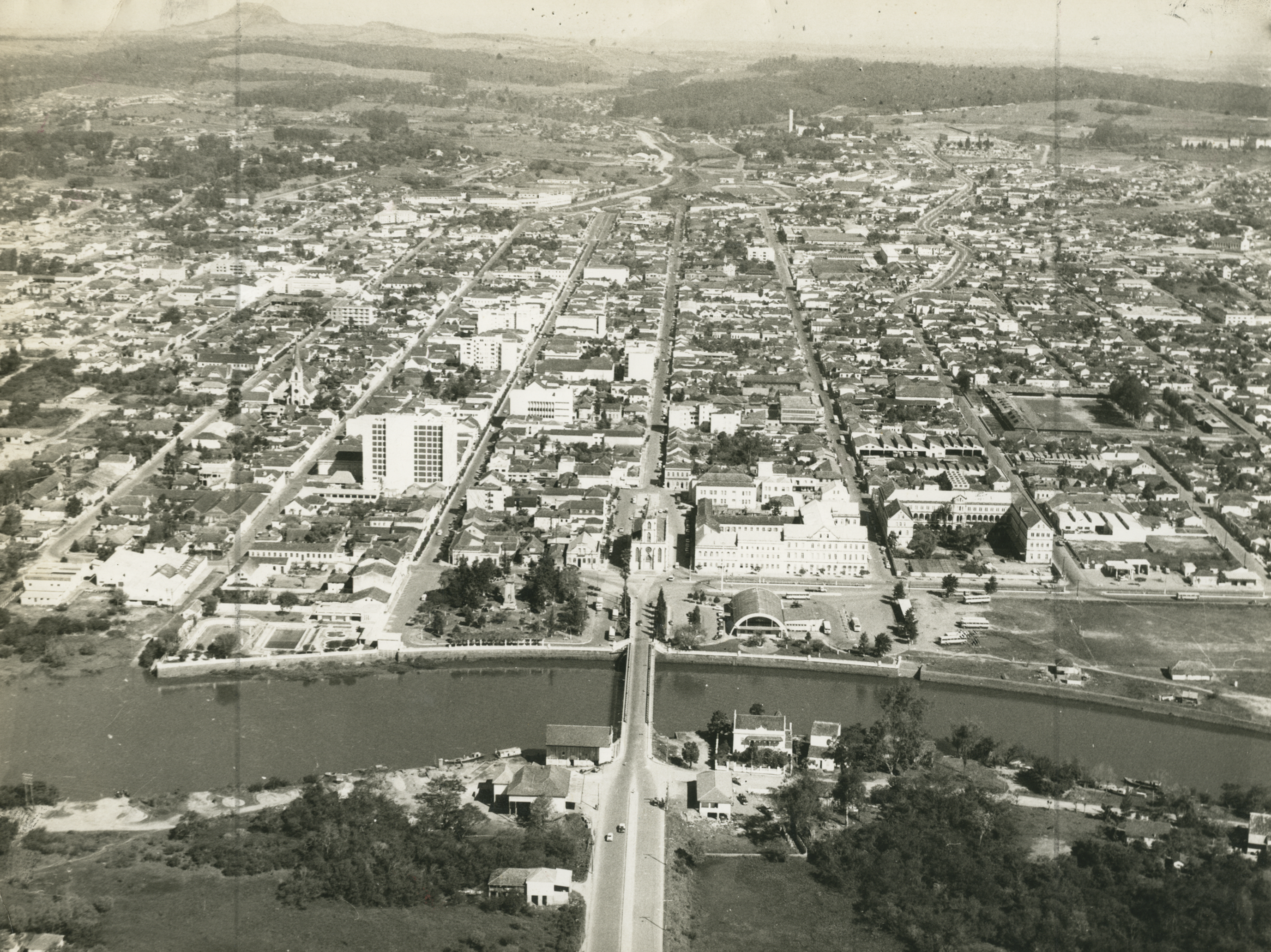
São Leopoldo em 1971.

Contudo, ao mesmo tempo era observada uma vontade de abrasileiramento em instituições e grupos, e muitas famílias descontinuaram voluntariamente o uso da língua no lar, em função dos antigos preconceitos que ainda persistiam contra a germanidade, acentuados pela péssima imagem pública da fracassada Alemanha nazista, e segundo René Gertz constrangimentos de diferentes tipos perdurariam ainda por muitos anos, "fato constatável, por exemplo, na frequência com que, até a década de 1960, se utilizava a expressão 'alemão batata' para xingar pessoas". Gertz diz ainda que "os efeitos da Guerra sobre a população de origem alemã no Rio Grande do Sul se estendem até os dias de hoje, quando não só a opinião pública, o senso comum, mas até agentes de Estado partem do pressuposto aparentemente óbvio de que um fenômeno chamado 'neonazismo' só pode ser produto exclusivo da colônia alemã".
Neste período também mudavam as ênfases econômicas e a cultura nacional se diversificava sob a influência irresistível da globalização, da modernização e da cultura de massa. As cidades alemãs mais prósperas e industrializadas inchavam com grandes levas de emigrados de diferentes partes do estado e do país, muitos deles exilados do campo pela crise no setor agrícola, que chegavam em busca de oportunidades de trabalho. Grande parte dessa população nova tinha outras origens étnicas e culturais, não falava alemão e pouco se interessava pela sua história, trazia outros passados, tinha outras necessidades. Todos esses fatores concorreram para abalar a construção identitária da comunidade, até então largamente baseada na germanidade, e concorreram para que o legado alemão fosse cercado de preconceitos ou de indiferença.

## Anos recentes

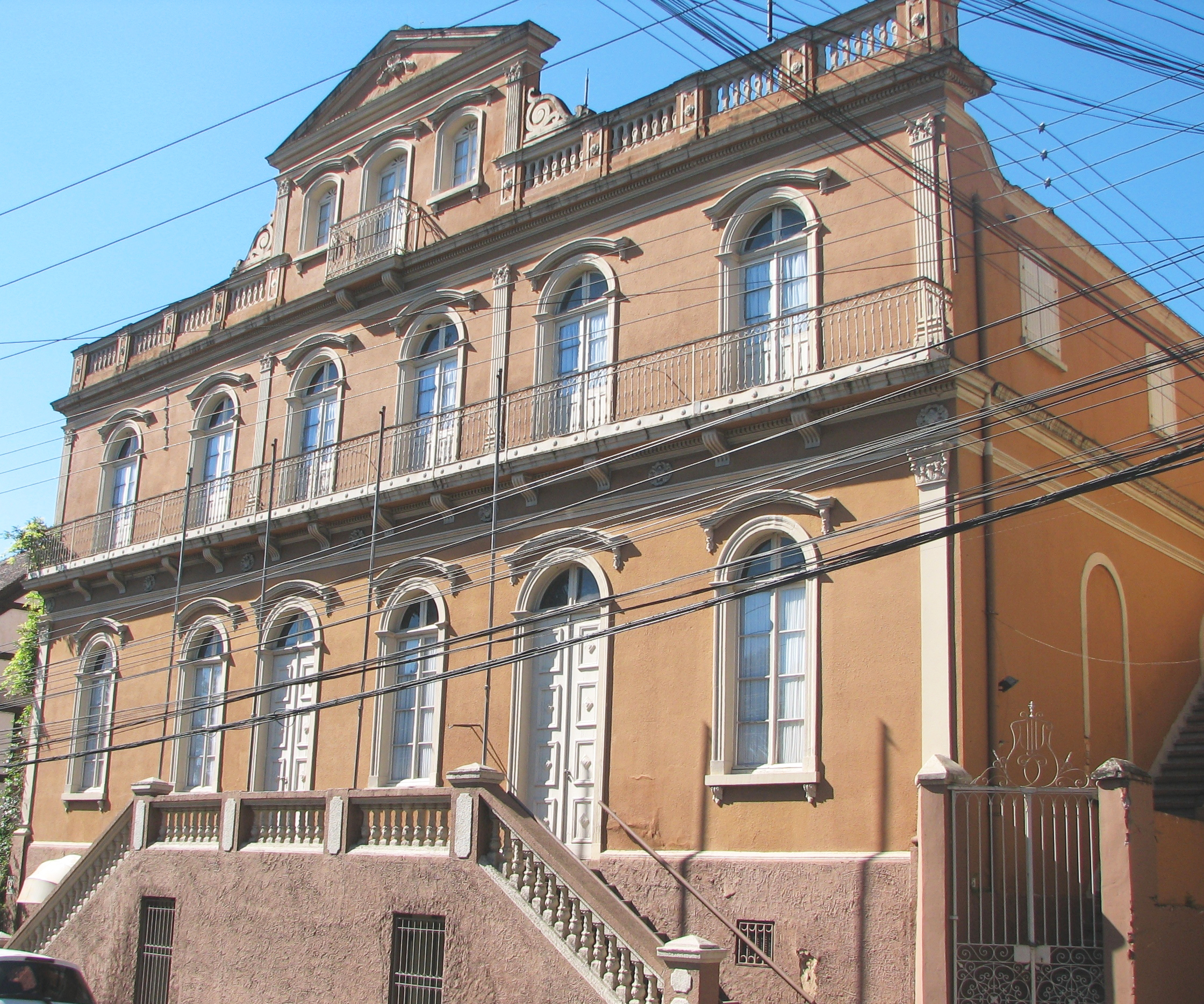
Fundação Ernesto Frederico Scheffel, parte de um conjunto edificado em Hamburgo Velho tombado pelo IPHAN.

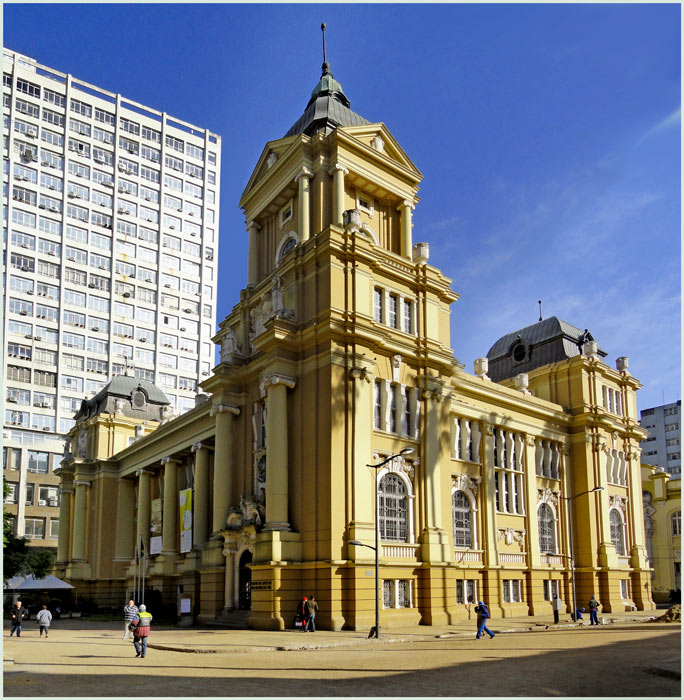
A antiga Delegacia Fiscal da Receita Federal, hoje o Museu de Arte do Rio Grande do Sul, projetado por Theodor Wiederspahn, um dos principais arquitetos gaúchos.

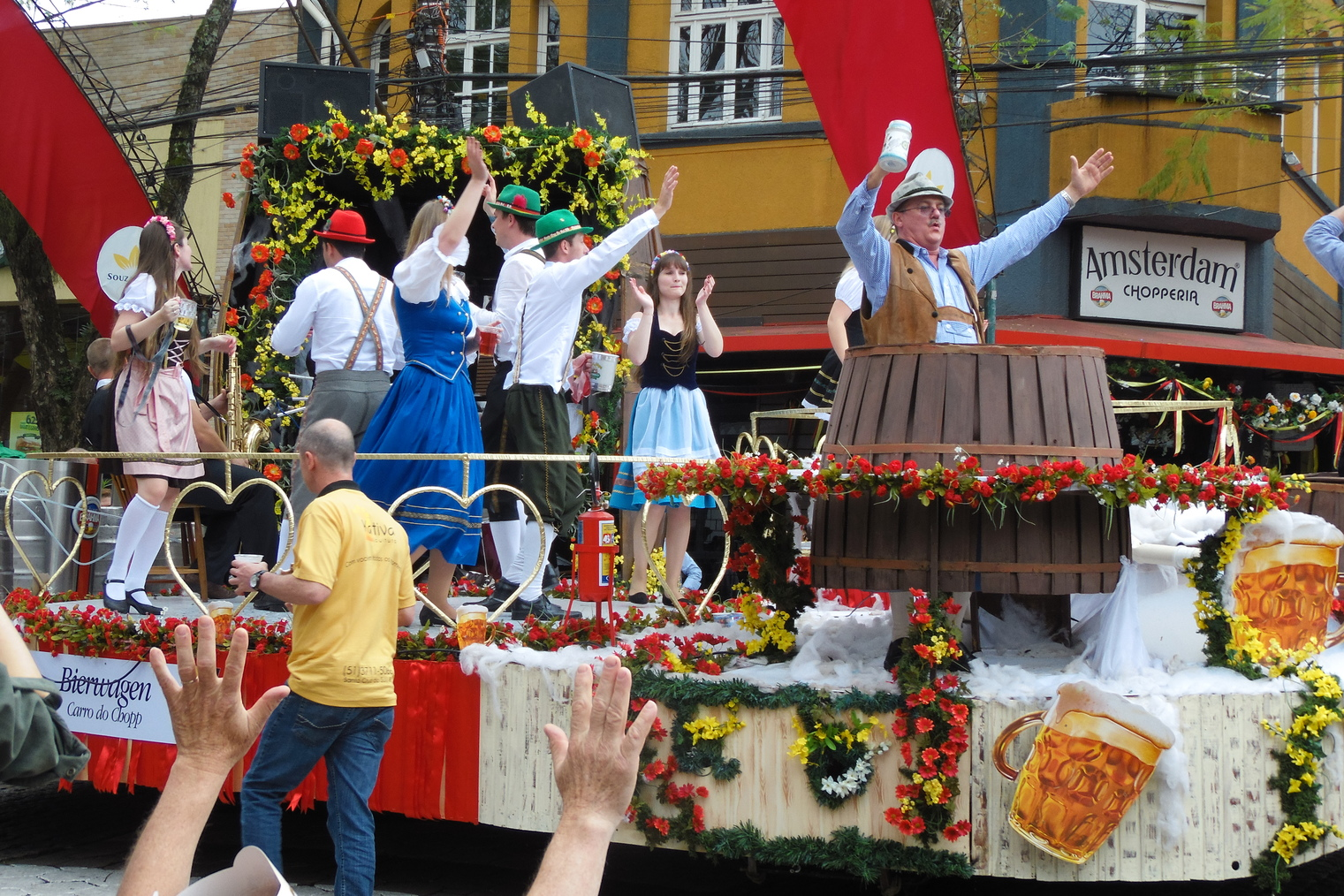
Carro alegórico no desfile da Oktoberfest de Santa Cruz do Sul

Uma retomada no discurso afirmativo ocorreu ao longo das comemorações dos 150 anos da colonização em 1974, quando muitas cidades ergueram monumentos e promoveram festividades e publicações, ocorrendo ao mesmo tempo uma verdadeira explosão na bibliografia acadêmica sobre a imigração, onde muitos antigos mitos foram derrubados e outros aspectos foram reinterpretados, mas desde então a manutenção da identidade sociocultural dos descendentes de alemães, bem como a recuperação da sua herança histórica, sua memória oral e seu patrimônio material, têm sido processos complexos, negociados com dificuldade entre os diferentes setores da sociedade gaúcha, hoje tão diversificada e cosmopolita e tão diferente do que foi no século XIX e mesmo no século XX. Segundo o professor Martim Dreher, ainda resta muito a fazer para recuperar a história e a herança alemã no estado: "Quase não temos estudos sobre o campesinato, nem sobre a presença do imigrante nos centros urbanos, nem sobre a infância. Por sua vez, os estudos de gênero estão quase que ausentes, e os linguísticos são incipientes. O cotidiano das populações é desconhecido".
Apesar dessas lacunas, uma significativa quantidade de centros culturais, museus e arquivos procura estudar, preservar e divulgar o legado alemão. O Museu Histórico Visconde de São Leopoldo, dedicado à história da colonização, é um dos mais importantes, com uma das principais coleções em seu gênero no Brasil. Diversos bens têm sido tombados em cidades coloniais, como a antiga Estação Férrea, a sede da Prefeitura e do Fórum em Santa Cruz do Sul; o antigo Seminário Evangélico, a Ponte 25 de Julho e o Sítio Histórico Museu do Trem, em São Leopoldo, todos tombados em nível estadual pelo IPHAE; e o IPHAN tombou em nível nacional o centro histórico de Hamburgo Velho incluindo a sede e o acervo da Fundação Ernesto Frederico Scheffel e o Museu Comunitário Casa Schmitt-Presser; a Casa da Feitoria em São Leopoldo; o prédio da Faculdade de Direito da UFRGS projetado por Hermann Otto Menschen; e dois prédios projetados por Theodor Wiederspahn em Porto Alegre, a antiga Delegacia Fiscal e o antigo Correios e Telégrafos. A Oktoberfest de Santa Cruz do Sul é uma das maiores festas germânicas do estado e desde 2006 é oficialmente Patrimônio Cultural do Rio Grande do Sul. O roteiro turístico Rota Romântica inclui 13 municípios de tradição alemã, contando com um expressivo patrimônio histórico edificado, monumentos, museus, festas e outras atrações relacionadas à história e cultura popular da região.
Já é amplamente reconhecida a importante contribuição dos alemães para a formação e crescimento da sociedade gaúcha. A eles coube a inauguração dos setores calçadista, têxtil e metalúrgico, se estabeleceram firmemente no comércio e na indústria, destacando-se especialmente na produção de tecidos, conservas, bebidas, doçaria, madeiras, couros, máquinas, tabaco, vidros, papel, sabão, adubos e produtos químico-farmacêuticos, e deixaram valiosas contribuições nos campos da literatura, imprensa, política, esporte, educação, religião, arquitetura, arte e artesanato, culinária, entre outros.
Segundo Lúcio Kreutz, "os estudos que tratam da imigração alemã no Rio Grande do Sul são praticamente unânimes em apontar alguns aspectos para os quais essa etnia deu atenção especial. Trata-se da escola comunitária, difusão da imprensa, ênfase no associativismo, organização das comunidades religiosas, criação de estruturas de apoio para dinamizar e canalizar as iniciativas locais e regionais, vinculando-as a um projeto comum". Carlos Eduardo Piassani complementa dizendo que "os grandes legados da imigração alemã, visíveis ainda hoje, se encontram na organização comunitária dos núcleos coloniais; no associativismo e na recreação esportiva; no desenvolvimento e diversificação do comércio e indústria do Rio Grande do Sul; na ampliação do espectro religioso da província com a vinda de milhares de protestantes; no desenvolvimento de uma imprensa crítica e pulsante; e no investimento e valorização da educação entendida enquanto mecanismo de formação cidadã". Cerca de um terço dos rio-grandenses tem algum ancestral alemão. O estado tem a maior população de origem alemã do Brasil e muitas comunidades ainda mantêm uma forte cultura étnica.
Em 2024 comemorou-se o bicentenário da imigração no estado, com inúmeras programações oficiais e comunitárias em diversas cidades do estado e do Brasil, incluindo exposições, palestras, publicações e festividades, sendo criada pelo governo uma comissão especial para coordenar as atividades. Nas palavras da Secretária da Cultura do estado, Beatriz Araújo, "somos um Estado com enorme diversidade cultural e étnica. Isso é um legado dos imigrantes e dos seus descendentes, os quais exercem forte influência nas nossas cidades, na nossa economia, na nossa gastronomia e nas tradições. O bicentenário busca reconhecer a influência germânica e reforça laços institucionais e diplomáticos, ou seja, é uma oportunidade de celebração e integração". A data foi celebrada pela embaixadora da Alemanha no Brasil e o Senado Federal fez uma sessão especial para homenagear os imigrantes.

## Imprensa e literatura
Para atender as necessidades de leitura e educação dos colonos logo foi criada uma imprensa local. A primeira obra que se tem notícia foi a cartilha didática para estudantes Neuestes ABC Buchstabier und Lesebuch, impressa em 1832 na gráfica de Claude Dubreuil em Porto Alegre. Não há notícia de outros materiais didáticos até o fim do século XIX, quando as igrejas católica e luterana passam a se interessar pelo assunto, começando então a proliferar outras publicações. Almanaques foram muito populares, oferecendo uma diversidade de informações sobre cotidiano, técnicas agrícolas, astrologia, previsões meteorológicas, noções de medicina e higiene, calendários, previsões de eclipses e das fases da lua, notícias culturais e sociais, anedotas, obituários, propagandas, ensinamentos religiosos, romances e outras. Neste gênero se destacaram o Deutscher Kalender, fundado em 1854, o Koseritz Deutsche Volkskalender (1873) e o Kalender für Deutschein Brasilien (1881).

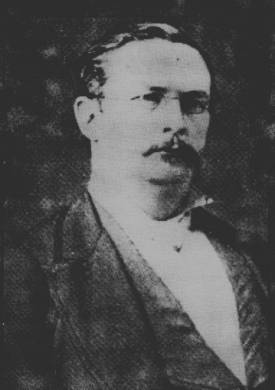
Carlos von Koseritz, o principal nome da imprensa alemã no estado.

Em 1836 surgiu o folheto O Colono Alemão publicado por Hermann von Salisch, fazendo propaganda da causa farroupilha aos colonos alemães, e apesar dos planos de ser bilíngue, foi publicado somente em português e encerrou suas atividades no mesmo ano por problemas econômicos. O primeiro jornal em língua alemã foi Der Kolonist, que surgiu em Porto Alegre em 1852, mas fechou no mesmo ano devido à falta de receptividade. No ano seguinte aparece  Der Deutsche Einwanderer, que funcionou precariamente. O primeiro a ser bem sucedido foi o Deutsche Zeitung, fundado em 1861, funcionando até 1917. No final do século XIX a imprensa alemã já estava bem desenvolvida, com vários jornais que competiam pelos leitores, como o Boten von São Leopoldo, Deutsches Volksblatt, Deutsche Post, Koseritz Deutsche Zeitung e vários outros.
Mesmo com a fase de censura durante o governo Vargas, a imprensa alemã desempenhou um papel destacado na história da imprensa do Rio Grande do Sul, cobrindo uma grande diversidade de demandas e de públicos. Foram fundados jornais centrados em temas religiosos, políticos, técnicos, educativos e outros, além dos almanaques, que fizeram enorme sucesso. Para Greicy Weschenfelder, "a imprensa alemã, no Rio Grande do Sul teve a função de identificação social; pôs em relação os diversos núcleos de imigrantes na manutenção da cultura germânica; reforçou tanto os valores do catolicismo como os do protestantismo; e foi um meio para que os imigrantes tivessem maior participação política no estado. [...] Quaisquer que tenham sido as divergências dos alemães descendentes dos imigrantes, foram os jornalistas que lhes deram uma consciência coletiva, que enunciaram o problema teuto-brasileiro e que propuseram soluções".
Algumas obras literárias procuraram retratar a imigração alemã no Rio Grande do Sul, tais como A Ferro e Fogo, de Josué Guimarães e Videiras de Cristal, de Luiz Antônio de Assis Brasil.

## Idioma alemão
É importante frisar que ao se discutir os aspectos históricos da colonização alemã no Rio Grande do Sul não é necessário deduzir-se que a língua alemã desapareceu do estado com o passar das décadas, especialmente após o período decretado como o nacionalismo por Getúlio Vargas que proibia o uso de idiomas minoritários, mesmo em ambiente familiar. Conseqüentemente, sofreram os falantes de dialetos do alemão, inclusive a língua iídiche, uma língua indo-européia essencialmente germânica e pertencente ao grupo linguístico Alto-Alemão, falada principal e tradicionalmente por judeus da Europa central e da Europa Oriental, mas também no Brasil, inclusive em Porto Alegre, na capital do Rio Grande do Sul. Tudo isso ocorreu sempre sob ameaças, coerções, encarceramentos e mesmo torturas. Mas a língua sobreviveu.

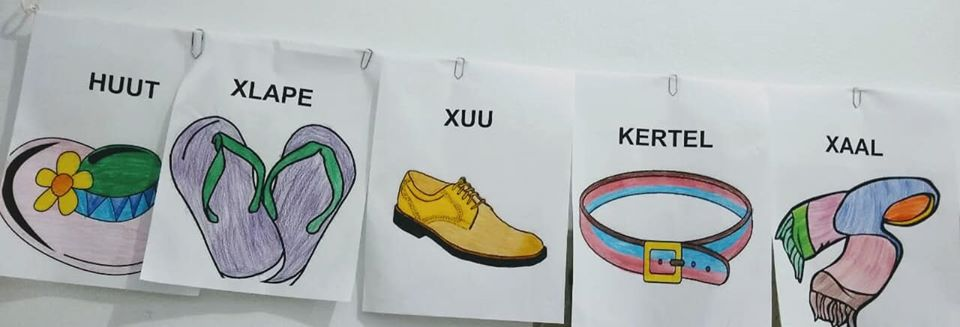
Aula de Hunsrückisch com a escrita desenvolvida pela Dra. U. Wiessermann. EMEF Pastor Wardenberg

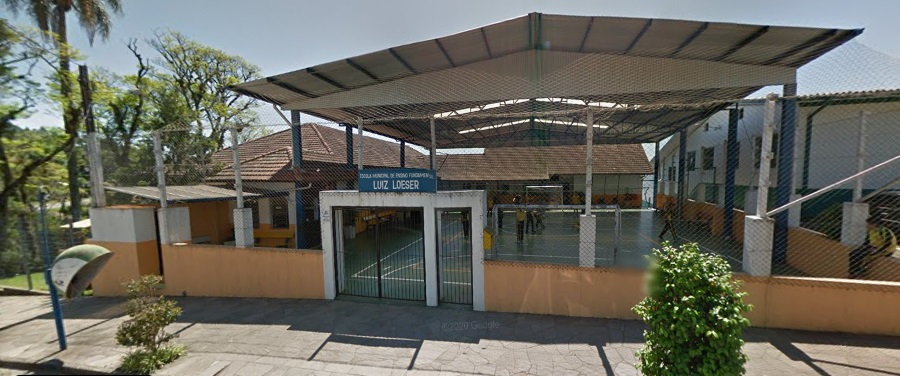
Escola Municipal Luiz Loeser do Nova Petrópolis oferece ensino do alemão.

Apesar das mais distintas origens e dialetos variados, prevaleceu o dialeto chamado de Platthunsrückisch ou formalmente Riograndenser Hunsrückisch, um falar germânico baseado primariamente no dialeto Hunsrückisch (Hunsriqueano) originado da região do Hunsrück, no estado da Renânia-Palatinado. Dialetos de regiões vizinhas, como a Baviera e a Suábia também influenciaram o alemão comum sul-brasileiro.
Uma outra forma específica do idioma alemão que tem um histórico relacionado ao Rio Grande do Sul e a outras partes do Brasil é o Pomerano (Pommersch, Pommeranisch). Esta é uma língua natural das regiões nórdicas em torno do Mar Báltico e pertence à família do Baixo-Alemão ou Baixo-Saxão (Plattdeutsch, Plattdüütsch). No Brasil o Pomerano veio a fazer parte de diversas comunidades nos estados do Espírito Santo, Paraná, Minas Gerais, Rondônia, Santa Catarina e Rio Grande do Sul.
Vários dialetos germânicos fazem parte do cotidiano de comunidades espalhadas por todo o estado do Rio Grande do Sul em maior ou menor grau de uso. Em um processo de revitalização, e através de um forte apelo de brasileiros germanófonos para a adoção da língua alemã como vernáculo oficial das cidades colonizadas por alemães, o Hunsriqueano foi adotado como idioma co-oficial nos municípios de Barão e Santa Maria do Herval, e o Pomerano se tornou co-oficial em Canguçu. Em 2000 o Hunsriqueano foi incluído no Inventário Nacional da Diversidade Linguística do IPHAN, e em 2012 foi declarado Patrimônio Histórico e Cultural do Rio Grande do Sul. Santa Cruz do Sul declarou o alemão padrão como Patrimônio Cultural do município em 2020.
O alemão é o segundo idioma estrangeiro mais falado no estado e é oferecido em escolas de muitos municípios, como Nova Petrópolis (incluído oficialmente na grade escolar), Nova Hartz (Hunsriqueano incluído oficialmente na grade escolar), Santa Maria do Herval (Hunsriqueano incluído oficialmente na grade escolar), Canguçu (Pomerano), Estância Velha (Hunsriqueano), Dois Irmãos, Ivoti, Morro Reuter, Feliz, Forquetinha, Lajeado, Venâncio Aires, Santa Cruz do Sul, Santo Cristo, Salvador das Missões, Campina das Missões e outras. O Rio Grande do Sul possui o maior número de escolas com ensino de alemão, com mais de 200 em atividade em 2018, e são desenvolvidas diversas ações para fomento da língua, incluindo teatro, cinema, programas de rádio, encontros, programas de documentação, concursos literários e outras.